# Spelartrupper under världsmästerskapet i ishockey för herrar 2015
Spelartrupper under världsmästerskapet i ishockey för herrar 2015 ska innehålla minst femton utespelare samt två målvakter, eller maximalt tjugo utespelare och tre målvakter. Alla sexton deltagande nationslag ska via sina respektive ishockeyförbund presentera sina laguppställningar innan VM-organisationens första möte.
| Ordlista       |           |         |           |
| Lag            |           |         |           |
| Kanada         | Danmark   | Finland | Frankrike |
| Vitryssland    | Lettland  | Norge   | Ryssland  |
| Slovakien      | Slovenien | Schweiz | Sverige   |
| Tjeckien       | Tyskland  | USA     | Österrike |
| Referenser     |           |         |           |
| Externa länkar |           |         |           |

## Ordlista
| Generell införmation |                              |                              |                              |
| Nr                   | Dräktnummer                  | Dräktnummer                  | Dräktnummer                  |
| Pos                  | Position för anfallare       |                              |                              |
| Pos                  | Position för anfallare       | C                            | Center                       |
| Pos                  | Position för anfallare       | VF                           | Vänsterforward               |
| Pos                  | Position för anfallare       | HF                           | Högerforward                 |
| Pos                  | Position för anfallare       | F                            | Forward                      |
| Klubb                | Spelarens klubb för säsongen | Spelarens klubb för säsongen | Spelarens klubb för säsongen |

| Ctatistikk |                   |     |                                                                |
| CM         | Spelade matcher   | C   | Segrar                                                         |
| M          | Mål               | F   | Förlorade                                                      |
| A          | Assists           | MIN | Spelade minuter                                                |
| P          | Poäng             | CPM | Skott på mål                                                   |
| PIM        | Utvisningsminuter | MM  | Mål mot                                                        |
| +/–        | Plus/minus        | CO  | Shutouts (inget mål mot)                                       |
|            |                   | R%  | Räddningsprocent                                               |
|            |                   | GAA | Insläppta mål i medeltal per match (en: Goals Against Average) |

## Kanada

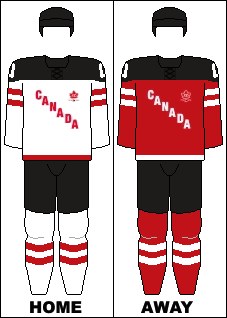
Kanadas landslagsdräkter under ishockey-VM 2015.

Kanada

De första 19 spelarna presenterades av Hockey Canada den 14 april 2015. San Jose Sharks huvudtränare Todd McLellan blev samtidigt utsedd till förbundskapten för turneringen. Den 26 april blev en 21-mannatrupp offentliggjord, inkluderandes Sidney Crosby, som spelade sitt första VM sedan VM i ishockey 2006, där han noterade 8 mål och 8 assist.
| Forwards | Forwards          | Forwards          | Forwards                  | Forwards | Forwards | Forwards | Forwards | Forwards | Forwards | Forwards                    |
| Nr       | Namn              | Pos               | Födelsedatum              | SM       | M        | A        | P        | PIM      | +/–      | Klubb                       |
| -------- | ----------------- | ----------------- | ------------------------- | -------- | -------- | -------- | -------- | -------- | -------- | --------------------------- |
| 4        | Taylor Hall       | VF                | 14 november 1991 (23 år)  | 10       | 7        | 5        | 12       | 6        | 8        | Edmonton Oilers (NHL)       |
| 7        | Sean Couturier    | C                 | 7 december 1992 (22 år)   | 10       | 3        | 4        | 7        | 2        | 13       | Philadelphia Flyers (NHL)   |
| 9        | Matt Duchene      | C                 | 16 januari 1991 (24 år)   | 10       | 4        | 8        | 12       | 2        | 10       | Colorado Avalanche (NHL)    |
| 10       | Brayden Schenn    | C                 | 22 augusti 1991 (23 år)   | 2        | 1        | 0        | 1        | 0        | 4        | Philadelphia Flyers (NHL)   |
| 14       | Jordan Eberle     | HF                | 15 maj 1990 (24 år)       | 10       | 5        | 8        | 13       | 0        | 8        | Edmonton Oilers (NHL)       |
| 20       | Cody Eakin        | C                 | 25 maj 1991 (23 år)       | 9        | 4        | 2        | 6        | 0        | 7        | Dallas Stars (NHL)          |
| 28       | Claude Giroux     | C                 | 12 januari 1988 (27 år)   | 10       | 3        | 7        | 10       | 4        | 11       | Philadelphia Flyers (NHL)   |
| 29       | Nathan MacKinnon  | C                 | 1 september 1995 (19 år)  | 10       | 4        | 5        | 9        | 6        | 6        | Colorado Avalanche (NHL)    |
| 63       | Tyler Ennis       | VF/HF             | 6 oktober 1989 (25 år)    | 10       | 4        | 2        | 6        | 0        | 7        | Buffalo Sabres (NHL)        |
| 73       | Tyler Toffoli     | HF/C              | 24 april 1992 (23 år)     | 10       | 2        | 3        | 5        | 2        | 9        | Los Angeles Kings (NHL)     |
| 79       | Ryan O'Rielly     | C/VF              | 7 februari 1991 (24 år)   | 10       | 2        | 9        | 11       | 0        | 10       | Colorado Avalanche (NHL)    |
| 87       | Sidney Crosby - C | C                 | 7 augusti 1987 (27 år)    | 9        | 4        | 7        | 11       | 2        | 1        | Pittsburgh Penguins (NHL)   |
| 90       | Jason Spezza - A  | C                 | 13 juni 1983 (31 år)      | 10       | 6        | 8        | 14       | 2        | 7        | Dallas Stars (NHL)          |
| 91       | Tyler Seguin      | C/HF              | 31 januari 1992 (23 år)   | 10       | 9        | 0        | 9        | 2        | 9        | Dallas Stars (NHL)          |
| Backar   |                   |                   |                           |          |          |          |          |          |          |                             |
| Nr       | Namn              | Namn              | Födelsedatum              | SM       | M        | A        | P        | PIM      | +/–      | Klubb                       |
| 2        | Dan Hamhuis - A   | Dan Hamhuis - A   | 13 december 1982 (32 år)  | 10       | 0        | 6        | 6        | 8        | 9        | Vancouver Canucks (NHL)     |
| 5        | Aaron Ekblad      | Aaron Ekblad      | 7 februari 1996 (19 år)   | 10       | 4        | 3        | 7        | 6        | 10       | Florida Panthers (NHL)      |
| 6        | Jake Muzzin       | Jake Muzzin       | 21 februari 1989 (26 år)  | 10       | 0        | 8        | 8        | 4        | 14       | Los Angeles Kings (NHL)     |
| 22       | Tyson Barrie      | Tyson Barrie      | 26 juli 1991 (23 år)      | 10       | 1        | 5        | 6        | 0        | 12       | Colorado Avalanche (NHL)    |
| 46       | Patrick Wiercioch | Patrick Wiercioch | 12 september 1990 (24 år) | 10       | 1        | 3        | 4        | 0        | 8        | Ottawa Senators (NHL)       |
| 58       | David Savard      | David Savard      | 22 oktober 1990 (24 år)   | 10       | 0        | 4        | 4        | 6        | 10       | Columbus Blue Jackets (NHL) |
| 88       | Brent Burns       | Brent Burns       | 9 mars 1985 (30 år)       | 10       | 2        | 9        | 11       | 4        | 12       | San Jose Sharks (NHL)       |

| Målvakter | Målvakter    | Målvakter               | Målvakter | Målvakter | Målvakter | Målvakter | Målvakter | Målvakter | Målvakter | Målvakter | Målvakter | Målvakter               |
| Nr        | Namn         | Födelsedatum            | SM        | S         | T         | MIN       | SPM       | MM        | SO        | R%        | GAA       | Klubb                   |
| --------- | ------------ | ----------------------- | --------- | --------- | --------- | --------- | --------- | --------- | --------- | --------- | --------- | ----------------------- |
| 31        | Martin Jones | 10 januari 1990 (25 år) | 2         | 2         | 0         | 120:00    | 38        | 3         | 1         | 92,11     | 1,50      | Los Angeles Kings (NHL) |
| 41        | Mike Smith   | 22 mars 1982 (33 år)    | 8         | 8         | 0         | 480:00    | 172       | 12        | 2         | 93,02     | 1,50      | Arizona Coyotes (NHL)   |

| Stab                 | Stab   | Stab           | Stab                    |
| Position             |        | Namn           | Födelsedatum            |
| -------------------- | ------ | -------------- | ----------------------- |
| General manager      | Kanada | Jim Nill       | 11 april 1958 (57 år)   |
| Förbundskapten       | Kanada | Todd McLellan  | 3 oktober 1967 (47 år)  |
| Assisterande tränare | Kanada | Peter DeBoer   | 13 juni 1968 (46 år)    |
| Assisterande tränare | Kanada | Bill Peters    | 13 januari 1965 (50 år) |
| Assisterande tränare | Kanada | Jay Woodcroft  | 11 augusti 1976 (38 år) |
| Lagledare            | Kanada | Ccott Salmond  | 4 februari 1971 (44 år) |
| Materialförvaltare   | Kanada | Brian Papineau | 29 juni 1965 (49 år)    |
| Fysioterapeut        | Kanada | Rob Milette    | 21 januari 1976 (39 år) |

| Lagets tre bästa spelare i turneringen |
| Brent Burns                            |
| Mike Smith                             |
| Claude Giroux                          |

## Danmark

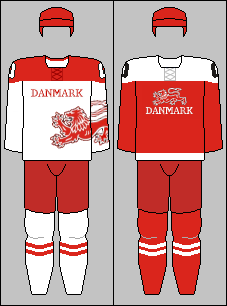
Danmarks landslagsdräkter under ishockey-VM 2015.

Danmark

De första 24 spelarna blev offentliggjorda av det danska ishockeyförbundet den 27 april 2015. Den inledande registreringen av 15 spelare och 2 målvakter skedde den 30 april 2015. Den danska truppen präglades av brist på NHL-stjärnor: målvakten Frederik Andersen (Anaheim Ducks) och Lars Eller (Montreal Canadiens) var upptagna med Stanley Cup-slutspelet; Peter Regin (Rockförd IceHogs) och Nicklas Jensen (Utica Comets) var upptagna med AHL-slutspelet; Jannik Hansen (Vancouver Canucks) och Mikkel Bødker (Arizona) lämnade återbud på grund av skador, medan Frans Nielsen (New York Islanders) inte fick lov av klubben till att spela VM på grund av tidigare skador. Den enda spelaren i Janne Karlssons trupp med NHL-erfarenhet var backen Oliver Lauridsen med sina 16 NHL-matcher. Dessutom valde Danmarks försvarsspelare Philip Larsen (Jugra Khanty-Mansijsk, KHL), att tacka nej till VM-spel då han som spelare utan kontrakt står utan försäkring om han skulle skada sig.
| Forwards | Forwards            | Forwards           | Forwards                  | Forwards | Forwards | Forwards | Forwards | Forwards | Forwards | Forwards                                    |
| Nr       | Namn                | Pos                | Födelsedatum              | SM       | M        | A        | P        | PIM      | +/–      | Klubb                                       |
| -------- | ------------------- | ------------------ | ------------------------- | -------- | -------- | -------- | -------- | -------- | -------- | ------------------------------------------- |
| 9        | Frederik Storm      | V                  | 20 februari 1989 (26 år)  | 7        | 1        | 0        | 1        | 4        | -3       | Malmö Redhawks (HockeyAllsvenskan)          |
| 11       | Patrick Bjorkstrand | C/HF               | 1 juli 1992 (22 år)       | 7        | 1        | 0        | 1        | 2        | -5       | KHL Medvešcak Zagreb (KHL)                  |
| 13       | Morten Green - C    | C/V                | 19 mars 1981 (34 år)      | 7        | 1        | 0        | 1        | 2        | -5       | Schwenninger Wild Wings (DEL)               |
| 19       | Kim Staal           | V                  | 10 mars 1978 (37 år)      | 6        | 0        | 0        | 0        | 2        | 0        | Tohoku Free Blades (Asia League Ice Hockey) |
| 29       | Morten Madsen - A   | VF                 | 16 januari 1987 (28 år)   | 7        | 0        | 4        | 4        | 2        | 1        | Hamburg Freezers (DEL)                      |
| 33       | Julian Jakobsen     | F                  | 11 april 1987 (28 år)     | 7        | 2        | 1        | 3        | 4        | -1       | Hamburg Freezers (DEL)                      |
| 38       | Morten H. Poulsen   | V                  | 9 september 1988 (26 år)  | 4        | 0        | 0        | 0        | 2        | -2       | IK Oskarshamn (HockeyAllsvenskan)           |
| 40       | Jesper Jensen - A   | C                  | 5 februari 1987 (28 år)   | 7        | 0        | 2        | 2        | 2        | -6       | Rögle BK (HockeyAllsvenskan)                |
| 43       | Nichlas Hardt       | V                  | 6 juli 1988 (26 år)       | 7        | 1        | 2        | 3        | 4        | 0        | Linköpings HC (SHL)                         |
| 53       | Thomas Spelling     | V                  | 9 februari 1993 (22 år)   | 6        | 1        | 1        | 2        | 0        | -4       | SønderjyskE Ishockey (Metal Ligaen)         |
| Backar   |                     |                    |                           |          |          |          |          |          |          |                                             |
| Nr       | Namn                | Namn               | Födelsedatum              | SM       | M        | A        | P        | PIM      | +/–      | Klubb                                       |
| 4        | Mads Bødker         | Mads Bødker        | 31 augusti 1987 (27 år)   | 7        | 0        | 0        | 0        | 2        | -5       | SønderjyskE Ishockey (Metal Ligaen)         |
| 5        | Daniel Nielsen      | Daniel Nielsen     | 31 oktober 1980 (34 år)   | 6        | 2        | 1        | 3        | 0        | -2       | Herning Blue Fox (Metal Ligaen)             |
| 22       | Markus Lauridsen    | Markus Lauridsen   | 28 februari 1991 (24 år)  | 7        | 0        | 0        | 0        | 20       | -8       | Lake Erie Monsters (AHL)                    |
| 25       | Oliver Lauridsen    | Oliver Lauridsen   | 24 mars 1989 (26 år)      | 7        | 0        | 1        | 1        | 4        | -5       | Lehigh Valley Phantoms (AHL)                |
| 28       | Emil L. Kristensen  | Emil L. Kristensen | 20 september 1992 (22 år) | 7        | 0        | 0        | 0        | 6        | -3       | IK Oskarshamn (HockeyAllsvenskan)           |
| 41       | Jesper B. Jensen    | Jesper B. Jensen   | 30 juli 1991 (23 år)      | 6        | 0        | 1        | 1        | 0        | -1       | Färjestad BK (SHL)                          |

| Målvakter | Målvakter         | Målvakter                | Målvakter | Målvakter | Målvakter | Målvakter | Målvakter | Målvakter | Målvakter | Målvakter | Målvakter | Målvakter                           |
| Nr        | Namn              | Födelsedatum             | SM        | S         | T         | MIN       | SPM       | MM        | SO        | R%        | GAA       | Klubb                               |
| --------- | ----------------- | ------------------------ | --------- | --------- | --------- | --------- | --------- | --------- | --------- | --------- | --------- | ----------------------------------- |
| 1         | Patrick Galbraith | 30 juli 1991 (23 år)     | 7         | 0         | 2         | 125:00    | 78        | 9         | 0         | 88,46     | 4,32      | Karlskrona HK (HockeyAllsvenskan)   |
| 31        | Simon Nielsen     | 27 oktober 1986 (28 år)  | 0         | 0         | 0         | 00:00     | 0         | 0         | 0         | 0,00      | 0,00      | Frisk Asker (GET-ligaen)            |
| 32        | Sebastian Dahm    | 28 februari 1987 (28 år) | 5         | 1         | 4         | 297:19    | 161       | 11        | 0         | 93,17     | 2,22      | Rødovre Mighty Bulls (Metal Ligaen) |

| Stab                 | Stab    | Stab                | Stab                    |
| Position             |         | Namn                | Födelsedatum            |
| -------------------- | ------- | ------------------- | ----------------------- |
| Förbundskapten       | Sverige | Janne Karlsson      | 28 augusti 1958 (56 år) |
| Assisterande tränare | Danmark | Theis Møller-Hansen | 11 augusti 1982 (32 år) |
| Assisterande tränare | Sverige | Tomas Jonsson       | 12 april 1960 (55 år)   |
| General manager      | Danmark | Kim Pedersen        | 6 februari 1973 (42 år) |
| Lagledare            | Danmark | Esben Nedermark     | 17 maj 1959 (55 år)     |
| Materialförvaltare   | Danmark | Ole Dahlmann        | 27 april 1952 (63 år)   |
| Fysioterapeut        | Danmark | Carsten Ole Esmark  | 3 mars 1972 (43 år)     |

| Lagets tre bästa spelare i turneringen |
| Sebastian Dahm                         |
| Daniel Nielsen                         |
| Patrick Bjorkstrand                    |

## Finland

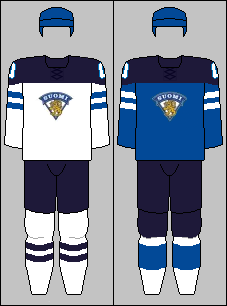
Finlands landslagsdräkter under ishockey-VM 2015.

Finland

| Forwards | Forwards               | Forwards | Forwards                 | Forwards | Forwards | Forwards | Forwards | Forwards | Forwards | Forwards                         |
| Nr       | Namn                   | Pos      | Födelsedatum             | SM       | M        | A        | P        | PIM      | +/–      | Klubb                            |
| -------- | ---------------------- | -------- | ------------------------ | -------- | -------- | -------- | -------- | -------- | -------- | -------------------------------- |
| 15       | Tuomo Ruutu - A        |          | 16 februari 1983 (32 år) | 8        | 1        | 1        | 2        | 4        | 0        | New Jersey Devils (NHL)          |
| 16       | Aleksander Barkov, Jr. |          | 2 september 1995 (19 år) | 8        | 4        | 3        | 7        | 4        | 3        | Florida Panthers (NHL)           |
| 20       | Janne Pesonen          |          | 11 maj 1982 (32 år)      | 8        | 1        | 4        | 5        | 4        | 3        | Skellefteå AIK (SHL)             |
| 23       | Ossi Louhivaara        |          | 31 augusti 1983 (31 år)  | 6        | 0        | 1        | 1        | 0        | 0        | Lausanne HC (Nationalliga A)     |
| 24       | Joonas Kemppainen      |          | 7 april 1988 (27 år)     | 8        | 3        | 6        | 9        | 0        | 2        | Oulun Kärpät (SM-liiga)          |
| 25       | Juha-Pekka Hytönen     |          | 22 maj 1981 (33 år)      | 2        | 0        | 0        | 0        | 0        | 0        | Lausanne HC (Nationalliga A)     |
| 26       | Jarkko Immonen         |          | 19 april 1982 (33 år)    | 7        | 0        | 0        | 0        | 2        | -3       | Torpedo Nizjnij Novgorod (KHL)   |
| 27       | Petri Kontiola         |          | 4 oktober 1984 (30 år)   | 8        | 1        | 1        | 2        | 2        | 0        | Lokomotiv Yaroslavl (KHL)        |
| 36       | Jussi Jokinen - C      |          | 1 april 1983 (32 år)     | 8        | 3        | 8        | 11       | 0        | 3        | Florida Panthers (NHL)           |
| 41       | Antti Pihlström        |          | 22 oktober 1984 (30 år)  | 7        | 0        | 0        | 0        | 2        | -1       | Salavat Julajev Ufa (KHL)        |
| 50       | Juhamatti Aaltonen     |          | 4 juni 1985 (29 år)      | 8        | 1        | 3        | 4        | 2        | 1        | Jokerit (KHL)                    |
| 70       | Teemu Hartikainen      |          | 3 juni 1990 (24 år)      | 4        | 1        | 0        | 1        | 0        | -2       | Salavat Julajev Ufa (KHL)        |
| 71       | Leo Komarov            |          | 23 januari 1987 (28 år)  | 7        | 2        | 1        | 3        | 29       | 2        | Toronto Maple Leafs (NHL)        |
| 72       | Joonas Donskoi         |          | 13 april 1992 (23 år)    | 8        | 5        | 3        | 8        | 0        | 4        | Oulun Kärpät (SM-liiga)          |
| Backar   |                        |          |                          |          |          |          |          |          |          |                                  |
| Nr       | Namn                   | Namn     | Födelsedatum             | SM       | M        | A        | P        | PIM      | +/–      | Klubb                            |
| 2        | Jyrki Jokipakka        |          | 20 augusti 1991 (23 år)  | 8        | 2        | 0        | 2        | 2        | 2        | Dallas Stars (NHL)               |
| 6        | Tuukka Mantyla         |          | 25 maj 1981 (33 år)      | 8        | 0        | 0        | 0        | 0        | 2        | Amur Khabarovsk (KHL)            |
| 7        | Esa Lindell            |          | 23 maj 1994 (20 år)      | 8        | 1        | 5        | 6        | 0        | 5        | Ässät (SM-liiga)                 |
| 18       | Sami Lepistö - A       |          | 17 oktober 1984 (30 år)  | 8        | 0        | 2        | 2        | 4        | 1        | Avtomobilist Jekaterinburg (KHL) |
| 28       | Anssi Salmela          |          | 13 augusti 1984 (30 år)  | 8        | 0        | 2        | 2        | 4        | 5        | Färjestad BK (SHL)               |
| 38       | Juuso Hietanen         |          | 14 juni 1985 (29 år)     | 8        | 0        | 0        | 0        | 2        | 0        | Torpedo Nizjnij Novgorod (KHL)   |
| 55       | Atte Ohtamaa           |          | 6 november 1987 (27 år)  | 7        | 0        | 0        | 0        | 6        | -2       | Jokerit (KHL)                    |
| 63       | Topi Jaakola           |          | 15 november 1983 (31 år) | 8        | 0        | 1        | 1        | 6        | -2       | Jokerit (KHL)                    |

| Målvakter | Målvakter   | Målvakter                | Målvakter | Målvakter | Målvakter | Målvakter | Målvakter | Målvakter | Målvakter | Målvakter | Målvakter | Målvakter                  |
| Nr        | Namn        | Födelsedatum             | SM        | S         | T         | MIN       | SPM       | MM        | SO        | R%        | GAA       | Klubb                      |
| --------- | ----------- | ------------------------ | --------- | --------- | --------- | --------- | --------- | --------- | --------- | --------- | --------- | -------------------------- |
| 32        | Juuse Saros | 19 april 1995 (20 år)    | 1         | 1         | 0         | 60:00     | 22        | 0         | 1         | 100,00    | 0,00      | HPK (SM-liiga)             |
| 33        | Atte Engren | 19 februari 1988 (27 år) | 0         | 0         | 0         | 00:00     | 0         | 0         | 0         | 0,00      | 0,00      | Atlant Moskva Oblast (KHL) |
| 35        | Pekka Rinne | 3 november 1982 (32 år)  | 7         | 3         | 2         | 427:16    | 166       | 12        | 3         | 92,77     | 1,69      | Nashville Predators (NHL)  |

| Stab                 | Stab    | Stab              | Stab                     |
| Position             |         | Namn              | Födelsedatum             |
| -------------------- | ------- | ----------------- | ------------------------ |
| Förbundskapten       | Finland | Kari Jalonen      | 6 januari 1960 (55 år)   |
| Assisterande tränare | Finland | Lauri Marjamäki   | 29 maj 1977 (37 år)      |
| Assisterande tränare | Finland | Ari Moisanen      | 7 september 1971 (43 år) |
| Assisterande tränare | Finland | Ville Peltonen    | 24 maj 1973 (41 år)      |
| General manager      | Finland | Jere Lehtinen     | 24 juni 1973 (41 år)     |
| Lagledare            | Finland | Kari Savolainen   | 19 juni 1955 (59 år)     |
| Materialförvaltare   | Finland | Riku Koivunen     | 21 mars 1976 (39 år)     |
| Fysioterapeut        | Finland | Harri Hakkarainen | 12 januari 1970 (45 år)  |

| Lagets tre bästa spelare i turneringen |
| Pekka Rinne                            |
| Esa Rindell                            |
| Joonas Kemppainen                      |

## Frankrike

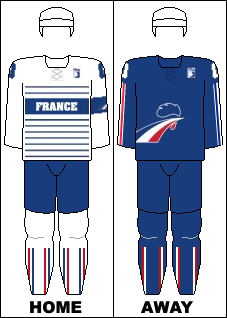
Frankrikes landslagsdräkter under ishockey-VM 2015.

Frankrike

| Forwards | Forwards                | Forwards                | Forwards                  | Forwards | Forwards | Forwards | Forwards | Forwards | Forwards | Forwards                                  |
| Nr       | Namn                    | Pos                     | Födelsedatum              | SM       | M        | A        | P        | PIM      | +/–      | Klubb                                     |
| -------- | ----------------------- | ----------------------- | ------------------------- | -------- | -------- | -------- | -------- | -------- | -------- | ----------------------------------------- |
| 7        | Yorick Treille - A      |                         | 24 juni 1973 (41 år)      | 7        | 1        | 1        | 2        | 2        | -2       | Brûleurs de Loups (Ligue Magnus)          |
| 9        | Damien Fleury           |                         | 1 februari 1986 (29 år)   | 7        | 5        | 1        | 6        | 6        | 2        | Djurgården (SHL)                          |
| 10       | Laurent Meunier - C     |                         | 16 januari 1979 (36 år)   | 7        | 1        | 2        | 3        | 0        | 0        | Straubing Tigers (DEL)                    |
| 12       | Valentin Claireaux      |                         | 5 april 1991 (24 år)      | 7        | 0        | 0        | 0        | 2        | 0        | Lempäälän Kisa (Mestis)                   |
| 14       | Stéphane da Costa       |                         | 11 juli 1989 (25 år)      | 4        | 1        | 2        | 3        | 2        | 2        | CSKA Moskva (KHL)                         |
| 21       | Antoine Roussel         |                         | 21 november 1989 (25 år)  | 7        | 0        | 2        | 2        | 34       | 2        | Dallas Stars (NHL)                        |
| 24       | Julien Desrosiers       |                         | 14 oktober 1980 (34 år)   | 7        | 2        | 0        | 2        | 2        | -2       | Dragons de Rouen (Ligue Magnus)           |
| 27       | Loïc Lampérier          |                         | 7 augusti 1989 (25 år)    | 5        | 0        | 1        | 1        | 0        | 0        | Dragons de Rouen (Ligue Magnus)           |
| 28       | Damien Raux             |                         | 3 november 1984 (30 år)   | 7        | 1        | 0        | 1        | 2        | -1       | Diables Rouges de Briançon (Ligue Magnus) |
| 71       | Anthony Guttig          |                         | 30 oktober 1988 (26 år)   | 7        | 0        | 1        | 1        | 0        | 1        | Mikkelin Jukurit (Mestis)                 |
| 77       | Sacha Treille           |                         | 6 november 1987 (27 år)   | 7        | 1        | 0        | 1        | 27       | -1       | Straubing Tigers (DEL)                    |
| 80       | Teddy da Costa          |                         | 17 februari 1986 (29 år)  | 7        | 0        | 1        | 1        | 10       | -1       | Lahti Pelicans (SM-liiga)                 |
| 81       | Anthony Rech            |                         | 9 juli 1992 (22 år)       | 4        | 0        | 0        | 0        | 2        | -1       | Ducs de Dijon (Ligue Magnus)              |
| 82       | Charles Bertrand        |                         | 5 februari 1991 (24 år)   | 7        | 0        | 0        | 0        | 4        | -3       | Vaasan Sport (SM-liiga)                   |
| Backar   |                         |                         |                           |          |          |          |          |          |          |                                           |
| Nr       | Namn                    | Namn                    | Födelsedatum              | SM       | M        | A        | P        | PIM      | +/–      | Klubb                                     |
| 4        | Antonin Manavian        | Antonin Manavian        | 26 april 1987 (28 år)     | 7        | 0        | 0        | 0        | 6        | 2        | Dragons de Rouen (Ligue Magnus)           |
| 18       | Yohann Auvitu           | Yohann Auvitu           | 27 juli 1989 (25 år)      | 7        | 0        | 3        | 3        | 0        | 0        | HIFK Hockey (SM-liiga)                    |
| 26       | Benjamin Dieude-Fauvel  | Benjamin Dieude-Fauvel  | 26 augusti 1986 (28 år)   | 7        | 0        | 0        | 0        | 2        | -1       | Iowa Wild (AHL)                           |
| 47       | Teddy Trabichet         | Teddy Trabichet         | 10 mars 1987 (28 år)      | 2        | 0        | 0        | 0        | 2        | -1       | Rapaces de Gap (Ligue Magnus)             |
| 55       | Jonathan Janil          | Jonathan Janil          | 24 september 1987 (27 år) | 7        | 0        | 1        | 1        | 2        | -2       | Dragons de Rouen (Ligue Magnus)           |
| 62       | Florian Chakiachvili    | Florian Chakiachvili    | 18 mars 1992 (23 år)      | 7        | 0        | 0        | 0        | 2        | 0        | Diables Rouges de Briançon (Ligue Magnus) |
| 74       | Nicolas Besch           | Nicolas Besch           | 25 oktober 1984 (30 år)   | 6        | 0        | 0        | 0        | 4        | 0        | GKS Tychy (Ekstraliga (Polen))            |
| 84       | Kévin Hecquefeuille - A | Kévin Hecquefeuille - A | 20 november 1984 (30 år)  | 7        | 1        | 2        | 3        | 6        | 0        | SCL Tigers (Nationalliga A)               |

| Målvakter | Målvakter      | Målvakter                | Målvakter | Målvakter | Målvakter | Målvakter | Målvakter | Målvakter | Målvakter | Målvakter | Målvakter | Målvakter                    |
| Nr        | Namn           | Födelsedatum             | SM        | S         | T         | MIN       | SPM       | MM        | SO        | R%        | GAA       | Klubb                        |
| --------- | -------------- | ------------------------ | --------- | --------- | --------- | --------- | --------- | --------- | --------- | --------- | --------- | ---------------------------- |
| 33        | Ronan Quemener | 13 februari 1988 (27 år) | 1         | 0         | 1         | 59:07     | 43        | 4         | 0         | 90,70     | 4,06      | Mikkelin Jukurit (Mestis)    |
| 39        | Cristobal Huet | 3 september 1975 (39 år) | 5         | 1         | 3         | 287:46    | 129       | 10        | 1         | 92,25     | 2,09      | Lausanne HC (Nationalliga A) |
| 49        | Florian Hardy  | 8 februari 1985 (30 år)  | 2         | 0         | 1         | 76:33     | 54        | 5         | 0         | 90,74     | 3,92      | EHC München (DEL)            |

| Stab                 | Stab      | Stab                     | Stab                     |
| Position             |           | Namn                     | Födelsedatum             |
| -------------------- | --------- | ------------------------ | ------------------------ |
| Förbundskapten       | Frankrike | Dave Henderson           | 3 mars 1952 (63 år)      |
| Assisterande tränare | Frankrike | Pierre Pousse            | 27 februari 1966 (49 år) |
| Lagledare            | Frankrike | Renaud Jacquin           | 16 februari 1973 (42 år) |
| Materialförvaltare   | Frankrike | Jordan Nardi             | 15 november 1984 (30 år) |
| Materialförvaltare   | Frankrike | Fabrice Reta             | 9 augusti 1979 (35 år)   |
| Fysioterapeut        | Frankrike | Edouard Manson           | 5 december 1973 (41 år)  |
| Fysioterapeut        | Frankrike | Antoine Maurice-Lefebvre | 28 april 1976 (39 år)    |
| Läkare               | Frankrike | Benoit Messin            | 22 oktober 1964 (50 år)  |

| Lagets tre bästa spelare i turneringen |
| Cristobal Huet                         |
| Damien Fleury                          |
| Yohann Auvitu                          |

## Vitryssland

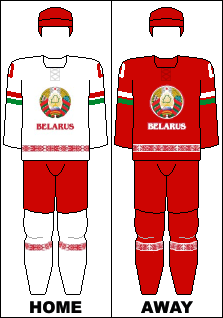
Vitrysslands landslagsdräkter under ishockey-VM 2015.

Vitryssland

| Forwards | Forwards              | Forwards           | Forwards                  | Forwards | Forwards | Forwards | Forwards | Forwards | Forwards | Forwards                       |
| Nr       | Namn                  | Pos                | Födelsedatum              | SM       | M        | A        | P        | PIM      | +/–      | Klubb                          |
| -------- | --------------------- | ------------------ | ------------------------- | -------- | -------- | -------- | -------- | -------- | -------- | ------------------------------ |
| 11       | Alexander Kulakov     |                    | 14 maj 1983 (31 år)       | 8        | 0        | 3        | 3        | 2        | 1        | HK Dinamo Minsk (KHL)          |
| 13       | Sergei Drozd          |                    | 14 april 1990 (25 år)     | 8        | 0        | 0        | 0        | 2        | -7       | HK Dinamo Minsk (KHL)          |
| 15       | Artem Demkov          |                    | 26 september 1989 (25 år) | 8        | 0        | 1        | 1        | 0        | -3       | HK Dinamo Minsk (KHL)          |
| 17       | Alexei Kalyuzhny - C  |                    | 13 juni 1977 (37 år)      | 8        | 5        | 5        | 10       | 6        | +5       | HK Dinamo Minsk (KHL)          |
| 23       | Andrei Stas           |                    | 18 oktober 1988 (26 år)   | 8        | 1        | 1        | 2        | 0        | -2       | CSKA Moskva (KHL)              |
| 27       | Alexei Jefimenko      |                    | 20 augusti 1985 (29 år)   | 5        | 0        | 0        | 0        | 2        | -1       | Sibir Novosibirsk (KHL)        |
| 46       | Andrej Kostsitsyn - A |                    | 3 februari 1985 (30 år)   | 7        | 2        | 7        | 9        | 16       | 5        | Sotji Leopards (KHL)           |
| 59       | Sergei Demagin        |                    | 19 juli 1986 (28 år)      | 4        | 0        | 0        | 0        | 0        | 0        | Torpedo Nizjnij Novgorod (KHL) |
| 61       | Andrei Stepanov       |                    | 14 april 1986 (29 år)     | 8        | 0        | 3        | 3        | 2        | 1        | HK Dinamo Minsk (KHL)          |
| 74       | Sergei Kostitsyn      |                    | 20 mars 1987 (28 år)      | 8        | 1        | 6        | 7        | 8        | 5        | Ak Bars Kazan (KHL)            |
| 77       | Alexander Kitarov     |                    | 18 juni 1987 (27 år)      | 8        | 2        | 1        | 3        | 4        | -2       | HK Dinamo Minsk (KHL)          |
| 85       | Artyom Volkov         |                    | 28 januari 1985 (30 år)   | 8        | 1        | 0        | 1        | 10       | -2       | Avangard Omsk (KHL)            |
| 88       | Evgeni Kovyrshin      |                    | 25 januari 1986 (29 år)   | 8        | 3        | 0        | 3        | 0        | -3       | Severstal Tjerepovets (KHL)    |
| 91       | Artur Gavrus          |                    | 3 januari 1994 (21 år)    | 8        | 2        | 3        | 5        | 2        | -2       | HK Dinamo Minsk (KHL)          |
| Backar   |                       |                    |                           |          |          |          |          |          |          |                                |
| Nr       | Namn                  | Namn               | Födelsedatum              | SM       | M        | A        | P        | PIM      | +/–      | Klubb                          |
| 5        | Nikolai Stasenko      | Nikolai Stasenko   | 15 februari 1987 (28 år)  | 8        | 0        | 0        | 0        | 0        | 0        | Severstal Tjerepovets (KHL)    |
| 8        | Ilja Shinkevich       | Ilja Shinkevich    | 1 september 1989 (25 år)  | 8        | 1        | 2        | 3        | 0        | 0        | HK Dinamo Minsk (KHL)          |
| 14       | Jevgeni Lisovets      | Jevgeni Lisovets   | 12 november 1994 (20 år)  | 8        | 0        | 2        | 2        | 6        | 1        | HK Dinamo Minsk (KHL)          |
| 22       | Oleg Goroshko         | Oleg Goroshko      | 19 november 1989 (25 år)  | 3        | 0        | 0        | 0        | 2        | -1       | HK Dinamo Minsk (KHL)          |
| 25       | Oleg Yevenko          | Oleg Yevenko       | 21 januari 1991 (24 år)   | 8        | 0        | 0        | 0        | 2        | -3       | Adirondack Flames (AHL)        |
| 26       | Nikita Ustinenko      | Nikita Ustinenko   | 22 april 1995 (20 år)     | 5        | 0        | 0        | 0        | 0        | 0        | HK Gomel (Extraliga)           |
| 57       | Ivan Usenko           | Ivan Usenko        | 12 februari 1983 (32 år)  | 8        | 1        | 1        | 2        | 2        | 2        | HK Dinamo Minsk (KHL)          |
| 89       | Dmitry Korobov - A    | Dmitry Korobov - A | 12 mars 1989 (26 år)      | 8        | 1        | 1        | 2        | 2        | -4       | Atlant Moskva Oblast (KHL)     |

| Målvakter | Målvakter     | Målvakter                | Målvakter | Målvakter | Målvakter | Målvakter | Målvakter | Målvakter | Målvakter | Målvakter | Målvakter | Målvakter                 |
| Nr        | Namn          | Födelsedatum             | SM        | S         | T         | MIN       | SPM       | MM        | SO        | R%        | GAA       | Klubb                     |
| --------- | ------------- | ------------------------ | --------- | --------- | --------- | --------- | --------- | --------- | --------- | --------- | --------- | ------------------------- |
| 1         | Vitali Koval  | 31 mars 1980 (35 år)     | 5         | 0         | 1         | 64:18     | 26        | 3         | 0         | 88,46     | 2,80      | Salavat Julajev Ufa (KHL) |
| 31        | Igor Brikun   | 6 september 1986 (28 år) | 4         | 0         | 0         | 30:36     | 19        | 4         | 0         | 78,95     | 7,84      | HK Gomel (Extraliga)      |
| 35        | Kevin Lalande | 19 februari 1987 (28 år) | 7         | 4         | 3         | 391:19    | 200       | 21        | 0         | 89,50     | 3,22      | CSKA Moskva (KHL)         |

| Stab                 | Stab    | Stab             | Stab                     |
| Position             |         | Namn             | Födelsedatum             |
| -------------------- | ------- | ---------------- | ------------------------ |
| Förbundskapten       | USA     | Dave Lewis       | 3 juni 1953 (61 år)      |
| Assisterande tränare | Belarus | Oleg Antonenko   | 1 juli 1971 (43 år)      |
| Assisterande tränare | Kanada  | Craig Woodcroft  | 3 december 1969 (45 år)  |
| Assisterande tränare | Belarus | Alexander Zhurik | 29 maj 1975 (39 år)      |
| Lagledare            | Belarus | Igor Rachkovsky  | 5 april 1968 (47 år)     |
| Materialförvaltare   | Belarus | Dmitri Pshentsov | 16 maj 1973 (41 år)      |
| Fysioterapeut        | Belarus | Viktor Krukovski | 17 augusti 1985 (29 år)  |
| Läkare               | Belarus | Vasilij Tarin    | 9 september 1963 (51 år) |

| Lagets tre bästa spelare i turneringen |
| Alexei Kalyuzhny                       |
| Kevin Lalande                          |
| Andrej Kostsitsyn                      |

## Lettland

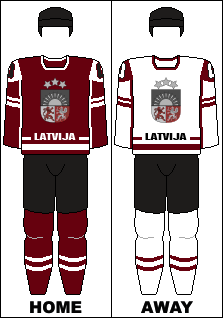
Lettlands landslagsdräkter under ishockey-VM 2015.

Lettland

| Forwards | Forwards              | Forwards              | Forwards                  | Forwards | Forwards | Forwards | Forwards | Forwards | Forwards | Forwards                              |
| Nr       | Namn                  | Pos                   | Födelsedatum              | SM       | M        | A        | P        | PIM      | +/–      | Klubb                                 |
| -------- | --------------------- | --------------------- | ------------------------- | -------- | -------- | -------- | -------- | -------- | -------- | ------------------------------------- |
| 5        | Jānis Sprukts - A     |                       | 31 januari 1982 (33 år)   | 7        | 0        | 1        | 1        | 25       | -2       | HC Fribourg-Gottéron (Nationalliga A) |
| 10       | Lauris Darzinš - A    |                       | 28 januari 1985 (30 år)   | 7        | 3        | 7        | 10       | 2        | 2        | Dinamo Riga (KHL)                     |
| 16       | Kaspars Daugavinš - C |                       | 18 maj 1988 (26 år)       | 7        | 5        | 4        | 9        | 4        | 2        | HK Dynamo Moskva (KHL)                |
| 17       | Kaspars Saulietis     |                       | 12 juni 1987 (27 år)      | 7        | 0        | 0        | 0        | 0        | -4       | Dinamo Riga (KHL)                     |
| 18       | Rodrigo Abols         |                       | 5 januari 1996 (19 år)    | 7        | 0        | 0        | 0        | 0        | -5       | Dinamo Riga (Extraliga)               |
| 21       | Armands Berzinš       |                       | 27 december 1983 (31 år)  | 7        | 0        | 0        | 0        | 0        | -4       | HC Pustertal Wölfe (Serie A)          |
| 24       | Miķelis Rēdlihs       |                       | 1 juli 1984 (30 år)       | 7        | 1        | 0        | 1        | 4        | -3       | Dinamo Riga (KHL)                     |
| 25       | Andris Džerinš        |                       | 14 februari 1988 (27 år)  | 7        | 1        | 1        | 2        | 6        | -1       | Dinamo Riga (KHL)                     |
| 47       | Martinš Cipulis       |                       | 29 november 1980 (34 år)  | 6        | 0        | 0        | 0        | 0        | -4       | Dinamo Riga (KHL)                     |
| 59       | Lauris Bajaruns       |                       | 31 mars 1989 (26 år)      | 5        | 0        | 0        | 0        | 0        | -1       | Rungsted IK (Metal Ligaen)            |
| 70       | Miks Indrašis         |                       | 30 september 1990 (24 år) | 5        | 0        | 0        | 0        | 0        | -4       | Dinamo Riga (KHL)                     |
| 71       | Roberts Bukarts       |                       | 27 juni 1990 (24 år)      | 7        | 0        | 0        | 0        | 2        | 0        | Dinamo Riga (KHL)                     |
| 73       | Gunars Skvorcovs      |                       | 13 januari 1990 (25 år)   | 7        | 0        | 0        | 0        | 4        | -3       | Dinamo Riga (KHL)                     |
| 90       | Koba Jass             |                       | 1 maj 1990 (25 år)        | 4        | 0        | 0        | 0        | 2        | -2       | HC Bílí Tygři Liberec (Extraliga)     |
| Backar   |                       |                       |                           |          |          |          |          |          |          |                                       |
| Nr       | Namn                  | Namn                  | Födelsedatum              | SM       | M        | A        | P        | PIM      | +/–      | Klubb                                 |
| 3        | Maksims Širokovs      | Maksims Širokovs      | 13 december 1982 (32 år)  | 7        | 0        | 0        | 0        | 6        | -6       | HC Red Ice (NLB)                      |
| 4        | Janis Andersons       | Janis Andersons       | 7 oktober 1986 (28 år)    | 2        | 0        | 0        | 0        | 0        | -2       | Dukla Trencín (Extraliga)             |
| 9        | Krišjanis Redlihs     | Krišjanis Redlihs     | 15 januari 1981 (34 år)   | 7        | 0        | 1        | 1        | 4        | -2       | Dinamo Riga (KHL)                     |
| 11       | Kristaps Sotnieks     | Kristaps Sotnieks     | 29 januari 1987 (28 år)   | 7        | 0        | 0        | 0        | 27       | -1       | Dinamo Riga (KHL)                     |
| 13       | Guntis Galvinš        | Guntis Galvinš        | 25 januari 1986 (29 år)   | 7        | 1        | 4        | 5        | 0        | 1        | HC Bolzano (Serie A)                  |
| 22       | Maris Jass            | Maris Jass            | 18 januari 1985 (30 år)   | 6        | 0        | 0        | 0        | 4        | -1       | Orli Znojmo (Extraliga)               |
| 23       | Aleksandrs Jerofejevs | Aleksandrs Jerofejevs | 12 april 1984 (31 år)     | 6        | 0        | 0        | 0        | 12       | -2       | Dinamo Riga (KHL)                     |
| 44       | Oskars Cibulskis      | Oskars Cibulskis      | 9 april 1988 (27 år)      | 7        | 0        | 0        | 0        | 2        | -5       | Dinamo Riga (KHL)                     |

| Målvakter | Målvakter        | Målvakter                | Målvakter | Målvakter | Målvakter | Målvakter | Målvakter | Målvakter | Målvakter | Målvakter | Målvakter | Målvakter                        |
| Nr        | Namn             | Födelsedatum             | SM        | S         | T         | MIN       | SPM       | MM        | SO        | R%        | GAA       | Klubb                            |
| --------- | ---------------- | ------------------------ | --------- | --------- | --------- | --------- | --------- | --------- | --------- | --------- | --------- | -------------------------------- |
| 1         | Janis Kalninš    | 13 december 1991 (23 år) | 0         | 0         | 0         | 00:00     | 0         | 0         | 0,00      | 0         | 0,00      | DAB-Docler (MOL-liga)            |
| 31        | Edgars Masalskis | 31 mars 1980 (35 år)     | 7         | 2         | 4         | 403:38    | 218       | 20        | 0         | 90,83     | 2,97      | HC Ambrì-Piotta (Nationalliga A) |
| 33        | Ervins Muštukovs | 7 april 1984 (31 år)     | 1         | 0         | 1         | 23:04     | 18        | 5         | 0         | 72,22     | 13,01     | Aalborg Pirates (Metal Ligaen)   |

| Stab                 | Stab     | Stab                 | Stab                     |
| Position             |          | Namn                 | Födelsedatum             |
| -------------------- | -------- | -------------------- | ------------------------ |
| Förbundskapten       | Lettland | Aleksandrs Beļavskis | 17 januari 1964 (51 år)  |
| Assisterande tränare | Lettland | Juris Klodans        | 25 maj 1974 (40 år)      |
| Assisterande tränare | Lettland | Karils Zirnis        | 2 november 1977 (37 år)  |
| Lagledare            | Lettland | Kirovs Lipmans       | 5 november 1940 (74 år)  |
| Materialförvaltare   | Lettland | Ingus Eglitis        | 21 januari 1969 (46 år)  |
| Fysioterapeut        | Lettland | Maris Locans         | 23 juli 1990 (24 år)     |
| Fysioterapeut        | Lettland | Fjodors Mazurs       | 27 november 1956 (58 år) |
| Läkare               | Lettland | Janis Kveps          | 13 oktober 1940 (74 år)  |

| Lagets tre bästa spelare i turneringen |
| Edgars Masalskis                       |
| Lauris Darzinš                         |
| Kaspars Daugavinš                      |

## Norge

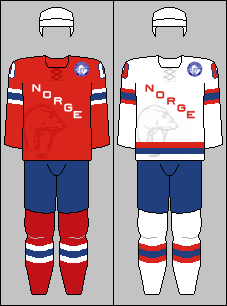
Norges landslagsdräkter under ishockey-VM 2015.

Norge

Norges trupp, bestående av 3 målvakter, 8 backar och 14 forwards, blev offentliggjord den  27 april 2015. Den 19-åriga backen Mattias Nørstebø och den 22-åriga forwarden Mathias Trettenes debuterade i VM-sammanhang. Truppen blev registrerad den 30 april 2015.
| Forwards | Forwards                   | Forwards                   | Forwards                 | Forwards | Forwards | Forwards | Forwards | Forwards | Forwards | Forwards                          |
| Nr       | Namn                       | Pos                        | Födelsedatum             | SM       | M        | A        | P        | PIM      | +/–      | Klubb                             |
| -------- | -------------------------- | -------------------------- | ------------------------ | -------- | -------- | -------- | -------- | -------- | -------- | --------------------------------- |
| 8        | Mathias Trettenes          | C                          | 8 november 1993 (21 år)  | 5        | 0        | 0        | 0        | 2        | 0        | Stavanger Oilers (GET-ligaen)     |
| 11       | Andreas Stene              | C                          | 1 mars 1991 (24 år)      | 7        | 0        | 0        | 0        | 0        | -3       | Vålerenga Ishockey (GET-ligaen)   |
| 14       | Jonas Djupvik Løvlie       | C                          | 14 oktober 1990 (24 år)  | 2        | 0        | 0        | 0        | 0        | 0        | Södertälje SK (HockeyAllsvenskan) |
| 20       | Anders Bastiansen - A      | C                          | 31 oktober 1980 (34 år)  | 7        | 1        | 0        | 1        | 0        | 1        | Graz 99ers (EBEL)                 |
| 21       | Morten Ask                 | VF                         | 14 maj 1980 (33 år)      | 7        | 1        | 2        | 3        | 10       | 1        | Vålerenga Ishockey (GET-ligaen)   |
| 22       | Martin Røymark             | V                          | 10 november 1986 (28 år) | 7        | 0        | 0        | 0        | 2        | -2       | Färjestads BK (SHL)               |
| 24       | Andreas Martinsen          | C/HF                       | 13 juni 1990 (24 år)     | 7        | 0        | 1        | 1        | 10       | -2       | Düsseldorfer EG (DEL)             |
| 26       | Kristian Forsberg          | C/HF                       | 5 maj 1986 (28 år)       | 7        | 0        | 0        | 0        | 2        | 0        | Stavanger Oilers (GET-ligaen)     |
| 28       | Niklas Roest               | VF                         | 3 augusti 1986 (28 år)   | 7        | 0        | 0        | 0        | 2        | -4       | Sparta Warriors (GET-ligaen)      |
| 29       | Robin Dahlstrøm            | V                          | 29 januari 1988 (27 år)  | 7        | 0        | 0        | 0        | 0        | -2       | Örebro HK (SHL)                   |
| 40       | Ken André Olimb            | C/V                        | 21 januari 1989 (26 år)  | 7        | 1        | 1        | 2        | 0        | -5       | Düsseldorfer EG (DEL)             |
| 41       | Patrick Thoresen - A       | VF                         | 7 november 1983 (31 år)  | 7        | 4        | 3        | 7        | 6        | 1        | SKA St. Petersburg (KHL)          |
| 46       | Mathis Olimb               | C/V                        | 1 februari 1986 (29 år)  | 7        | 0        | 8        | 8        | 4        | 0        | Frölunda HC (SHL)                 |
| 51       | Mats Rosseli Olsen         | V                          | 29 april 1991 (24 år)    | 7        | 1        | 1        | 2        | 2        | -3       | Frölunda HC (SHL)                 |
| Backar   |                            |                            |                          |          |          |          |          |          |          |                                   |
| Nr       | Namn                       | Namn                       | Födelsedatum             | SM       | M        | A        | P        | PIM      | +/–      | Klubb                             |
| 6        | Jonas Holøs                | Jonas Holøs                | 27 augusti 1987 (27 år)  | 7        | 1        | 5        | 6        | 0        | -4       | Lokomotiv Jaroslavl (KHL)         |
| 10       | Mattias Nørstebø           | Mattias Nørstebø           | 3 juni 1995 (19 år)      | 7        | 3        | 0        | 3        | 0        | 0        | Brynäs IF (SHL)                   |
| 17       | Stefan Espeland            | Stefan Espeland            | 24 mars 1989 (26 år)     | 0        | 0        | 0        | 0        | 0        | 0        | Vålerenga Ishockey (GET-ligaen)   |
| 23       | Mats Trygg                 | Mats Trygg                 | 1 juni 1976 (38 år)      | 7        | 0        | 0        | 0        | 4        | -2       | Lørenskog IK (GET-ligaen)         |
| 42       | Henrik Ødegaard            | Henrik Ødegaard            | 12 februari 1988 (27 år) | 7        | 0        | 0        | 0        | 0        | 0        | Lørenskog IK (GET-ligaen)         |
| 47       | Alexander Bonsaksen        | Alexander Bonsaksen        | 24 januari 1987 (28 år)  | 7        | 0        | 1        | 1        | 14       | -2       | Tappara (SM-liiga)                |
| 55       | Ole-Kristian Tollefsen - C | Ole-Kristian Tollefsen - C | 29 mars 1984 (31 år)     | 7        | 0        | 1        | 1        | 4        | -1       | Färjestads BK (SHL)               |
| 90       | Daniel Sørvik              | Daniel Sørvik              | 11 mars 1990 (25 år)     | 7        | 0        | 1        | 1        | 4        | -1       | Vålerenga Ishockey (GET-ligaen)   |

| Målvakter | Målvakter      | Målvakter              | Målvakter | Målvakter | Målvakter | Målvakter | Målvakter | Målvakter | Målvakter | Målvakter | Målvakter | Målvakter                       |
| Nr        | Namn           | Födelsedatum           | SM        | S         | T         | MIN       | SPM       | MM        | SO        | R%        | GAA       | Klubb                           |
| --------- | -------------- | ---------------------- | --------- | --------- | --------- | --------- | --------- | --------- | --------- | --------- | --------- | ------------------------------- |
| 30        | Lars Haugen    | 19 mars 1987 (28 år)   | 5         | 2         | 3         | 292:40    | 113       | 12        | 0         | 89,38     | 2,46      | HK Dinamo Minsk (KHL)           |
| 34        | Lars Volden    | 26 juli 1992 (22 år)   | 2         | 0         | 2         | 120:00    | 66        | 11        | 0         | 83,33     | 5,50      | Rögle BK (HockeyAllsvenskan)    |
| 70        | Steffen Søberg | 6 augusti 1993 (21 år) | 0         | 0         | 0         | 00:00     | 0         | 0         | 0         | 0,00      | 0,00      | Vålerenga Ishockey (GET-ligaen) |

| Stab                 | Stab    | Stab                | Stab                      |
| Position             |         | Namn                | Födelsedatum              |
| -------------------- | ------- | ------------------- | ------------------------- |
| Förbundskapten       | Norge   | Roy Johansen        | 27 april 1960 (55 år)     |
| Assisterande tränare | Norge   | Sjur Robert Nilsen  | 3 december 1967 (47 år)   |
| Assisterande tränare | Norge   | Knut Jørgen Stubdal | 30 juni 1961 (53 år)      |
| Målvaktstränare      | Sverige | Per-Erik Alcén      | 2 november 1959 (55 år)   |
| Lagledare            | Norge   | Bjørn Mathisrud     | 21 januari 1957 (58 år)   |
| Materialförvaltare   | Norge   | Bjørn Glosli        | 14 september 1950 (64 år) |
| Fysioterapeut        | Norge   | Lars Eirik Borgesen | 11 januari 1962 (53 år)   |
| Läkare               | Norge   | Ole Fosse           | 8 oktober 1963 (51 år)    |

| Lagets tre bästa spelare i turneringen |
| Mathis Olimb                           |
| Jonas Holøs                            |
| Lars Haugen                            |

## Ryssland

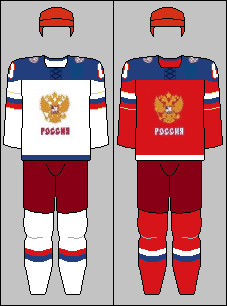
Rysslands landslagsdräkter under ishockey-VM 2015.

Ryssland

| Forwards | Forwards              | Forwards              | Forwards                  | Forwards | Forwards | Forwards | Forwards | Forwards | Forwards | Forwards                     |
| Nr       | Namn                  | Pos                   | Födelsedatum              | SM       | M        | A        | P        | PIM      | +/–      | Klubb                        |
| -------- | --------------------- | --------------------- | ------------------------- | -------- | -------- | -------- | -------- | -------- | -------- | ---------------------------- |
| 8        | Aleksandr Ovetjkin    |                       | 17 september 1985 (29 år) | 2        | 1        | 1        | 2        | 0        | 1        | Washington Capitals (NHL)    |
| 9        | Artemij Panarin       |                       | 30 oktober 1991 (23 år)   | 10       | 5        | 5        | 10       | 4        | 4        | SKA St. Petersburg (KHL)     |
| 10       | Sergej Moziakin       |                       | 30 mars 1981 (34 år)      | 10       | 6        | 6        | 12       | 0        | 8        | Metallurg Magnitogorsk (KHL) |
| 11       | Jevgenij Malkin - A   |                       | 31 juli 1986 (28 år)      | 9        | 5        | 5        | 10       | 8        | 8        | Pittsburg Penguins (NHL)     |
| 14       | Viktor Tichonov       |                       | 12 maj 1988 (26 år)       | 10       | 1        | 2        | 3        | 4        | -2       | SKA St. Petersburg (KHL)     |
| 16       | Sergej Plotnikov      |                       | 3 juni 1990 (24 år)       | 10       | 1        | 1        | 2        | 2        | 0        | Lokomotiv Jaroslavl (KHL)    |
| 25       | Danis Zaripov         |                       | 26 mars 1981 (34 år)      | 1        | 1        | 2        | 3        | 0        | 3        | Metallurg Magnitogorsk (KHL) |
| 41       | Nikolaj Kuljemin      |                       | 14 juli 1986 (28 år)      | 9        | 1        | 7        | 8        | 2        | 6        | New York Islanders (NHL)     |
| 42       | Artjom Anisimov       |                       | 24 maj 1988 (26 år)       | 10       | 1        | 3        | 4        | 4        | 2        | Columbus Blue Jackets (NHL)  |
| 52       | Sergej Sjirokov       |                       | 10 mars 1986 (29 år)      | 9        | 2        | 0        | 2        | 2        | -4       | Avangard Omsk (KHL)          |
| 63       | Jevgenij Dadonov      |                       | 12 mars 1989 (26 år)      | 10       | 4        | 7        | 11       | 2        | 4        | SKA St. Petersburg (KHL)     |
| 71       | Ilja Kovaltjuk - C    |                       | 15 april 1983 (32 år)     | 10       | 2        | 3        | 5        | 2        | 0        | SKA St. Petersburg (KHL)     |
| 87       | Vadim Sjipatjov       |                       | 12 mars 1987 (28 år)      | 10       | 4        | 5        | 9        | 2        | 2        | SKA St. Petersburg (KHL)     |
| 91       | Vladimir Tarasenko    |                       | 13 december 1991 (23 år)  | 9        | 4        | 3        | 7        | 2        | -1       | St. Louis Blues (NHL)        |
| Backar   |                       |                       |                           |          |          |          |          |          |          |                              |
| Nr       | Namn                  | Namn                  | Födelsedatum              | SM       | M        | A        | P        | PIM      | +/–      | Klubb                        |
| 7        | Dmitrij Kulikov       | Dmitrij Kulikov       | 29 oktober 1990 (24 år)   | 10       | 2        | 0        | 2        | 8        | 8        | Florida Panthers (NHL)       |
| 44       | Jegor Jakovlev        | Jegor Jakovlev        | 17 september 1991 (23 år) | 10       | 0        | 0        | 0        | 6        | -2       | Lokomotiv Jaroslavl (KHL)    |
| 48       | Jevgenij Birjukov     | Jevgenij Birjukov     | 19 april 1986 (29 år)     | 2        | 0        | 1        | 1        | 0        | 3        | Metallurg Magnitogorsk (KHL) |
| 73       | Maksim Tjudinov       | Maksim Tjudinov       | 25 mars 1990 (25 år)      | 10       | 1        | 3        | 4        | 4        | 2        | SKA St. Petersburg (KHL)     |
| 77       | Anton Belov           | Anton Belov           | 29 juli 1986 (28 år)      | 10       | 1        | 1        | 2        | 4        | 5        | SKA St. Petersburg (KHL)     |
| 82       | Jevgenij Medvedev - A | Jevgenij Medvedev - A | 27 augusti 1982 (32 år)   | 7        | 0        | 3        | 3        | 6        | 2        | Ak Bars Kazan (KHL)          |
| 93       | Viktor Antipin        | Viktor Antipin        | 6 december 1992 (22 år)   | 10       | 0        | 3        | 3        | 2        | 7        | Metallurg Magnitogorsk (KHL) |
| 94       | Andrej Mironov        | Andrej Mironov        | 29 juli 1994 (20 år)      | 8        | 0        | 1        | 1        | 2        | -1       | HK Dynamo Moskva (KHL)       |

| Målvakter | Målvakter          | Målvakter                 | Målvakter | Målvakter | Målvakter | Målvakter | Målvakter | Målvakter | Målvakter | Målvakter | Målvakter | Målvakter                   |
| Nr        | Namn               | Födelsedatum              | SM        | S         | T         | MIN       | SPM       | MM        | SO        | R%        | GAA       | Klubb                       |
| --------- | ------------------ | ------------------------- | --------- | --------- | --------- | --------- | --------- | --------- | --------- | --------- | --------- | --------------------------- |
| 30        | Konstantin Barulin | 4 september 1984 (30 år)  | 1         | 1         | 0         | 60:00     | 25        | 3         | 0         | 80,00     | 3,00      | Avangard Omsk (KHL)         |
| 31        | Anton Khudobin     | 7 maj 1986 (28 år)        | 1         | 0         | 0         | 03:49     | 0         | 0         | 0         | 0,00      | 0,00      | Carolina Hurricanes (NHL)   |
| 72        | Sergej Bobrovskij  | 20 september 1988 (26 år) | 9         | 6         | 3         | 542:16    | 223       | 21        | 1         | 90,58     | 2,32      | Columbus Blue Jackets (NHL) |

| Stab                 | Stab     | Stab            | Stab                    |
| Position             |          | Namn            | Födelsedatum            |
| -------------------- | -------- | --------------- | ----------------------- |
| Förbundskapten       | Tyskland | Oleg Znarok     | 2 januari 1963 (52 år)  |
| Assisterande tränare | Lettland | Harijs Vītoliņš | 30 april 1968 (47 år)   |
| General manager      | Ryssland | Andrei Safronov | 18 maj 1963 (51 år)     |
| Lagledare            | Ryssland | Valeri Fesyuk   | 5 april 1947 (68 år)    |
| Materialförvaltare   | Ryssland | Roman Bobkov    | 2 augusti 1970 (44 år)  |
| Läkare               | Ryssland | Valerij Konov   | 20 oktober 1954 (60 år) |
| Team staff           | Ryssland | Aleksej Zjamnov | 1 oktober 1970 (44 år)  |
| Medieansvarig        | Ryssland | Igor Larin      | 15 juli 1970 (44 år)    |

| Lagets tre bästa spelare i turneringen |
| Sergej Bobrovskij                      |
| Nikolaj Kuljomin                       |
| Artemij Panarin                        |

## Slovakien

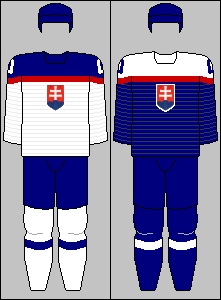
Slovakiens landslagsdräkter under ishockey-VM 2015.

Slovakien

| Forwards | Forwards           | Forwards           | Forwards                  | Forwards | Forwards | Forwards | Forwards | Forwards | Forwards | Forwards                              |
| Nr       | Namn               | Pos                | Födelsedatum              | SM       | M        | A        | P        | PIM      | +/–      | Klubb                                 |
| -------- | ------------------ | ------------------ | ------------------------- | -------- | -------- | -------- | -------- | -------- | -------- | ------------------------------------- |
| 12       | Marián Gáborík     |                    | 14 februari 1982 (33 år)  | 7        | 4        | 2        | 6        | 8        | 0        | Los Angeles Kings (NHL)               |
| 13       | Tomáš Jurco        |                    | 28 december 1992 (22 år)  | 5        | 0        | 1        | 1        | 0        | 0        | Detroit Red Wings (NHL)               |
| 19       | Michel Miklík      |                    | 31 juli 1982 (32 år)      | 5        | 0        | 0        | 0        | 0        | -2       | HK Amur Chabarovsk (KHL)              |
| 22       | Vladimír Dravecký  |                    | 3 juni 1985 (29 år)       | 7        | 1        | 5        | 6        | 0        | 3        | HC Oceláři Třinec (Extraliga)         |
| 25       | Marek Viedenský    |                    | 18 augusti 1990 (24 år)   | 7        | 1        | 0        | 1        | 6        | 0        | HPK (SM-liiga)                        |
| 28       | Richard Pánik      |                    | 7 februari 1991 (24 år)   | 7        | 0        | 2        | 2        | 2        | -2       | Toronto Maple Leafs (NHL)             |
| 43       | Tomáš Surový       |                    | 24 september 1981 (33 år) | 7        | 1        | 2        | 3        | 4        | 0        | HC ’05 Banská Bystrica(Extraliga)     |
| 55       | Mário Bližnák      |                    | 6 mars 1987 (28 år)       | 7        | 0        | 0        | 0        | 2        | -3       | HC Škoda Plzen (Extraliga)            |
| 56       | Marko Daňo         |                    | 30 november 1994 (20 år)  | 5        | 1        | 0        | 1        | 2        | 0        | Columbus Blue Jackets (NHL)           |
| 61       | Milan Bartovič - A |                    | 9 april 1981 (34 år)      | 7        | 1        | 0        | 1        | 16       | 0        | HC Slovan Bratislava (Extraliga)      |
| 79       | Libor Hudácek      |                    | 7 september 1990 (24 år)  | 7        | 0        | 5        | 5        | 4        | 1        | HC Slovan Bratislava (Extraliga)      |
| 82       | Tomáš Kopecký - C  |                    | 5 februari 1982 (33 år)   | 6        | 1        | 1        | 2        | 0        | 1        | Florida Panthers (NHL)                |
| 90       | Tomáš Tatar        |                    | 1 december 1990 (24 år)   | 6        | 0        | 2        | 2        | 6        | -1       | Detroit Red Wings (NHL)               |
| 97       | Patrik Lušnák      |                    | 6 november 1988 (26 år)   | 6        | 0        | 1        | 1        | 0        | 2        | Junost Minsk (Extraliga)              |
| Backar   |                    |                    |                           |          |          |          |          |          |          |                                       |
| Nr       | Namn               | Namn               | Födelsedatum              | SM       | M        | A        | P        | PIM      | +/–      | Klubb                                 |
| 3        | Adam Jánošík       | Adam Jánošík       | 7 september 1992 (22 år)  | 6        | 1        | 0        | 1        | 0        | -2       | HC Košice (Extraliga)                 |
| 7        | Ivan Baranka       | Ivan Baranka       | 19 maj 1985 (29 år)       | 6        | 0        | 0        | 0        | 4        | 0        | HC Slovan Bratislava (Extraliga)      |
| 8        | Michal Sersen      | Michal Sersen      | 28 december 1985 (29 år)  | 7        | 1        | 1        | 2        | 2        | -1       | HC Slovan Bratislava (Extraliga)      |
| 14       | Andrej Meszároš    | Andrej Meszároš    | 13 oktober 1985 (29 år)   | 7        | 3        | 1        | 4        | 27       | 4        | Buffalo Sabres (NHL)                  |
| 26       | Juraj Mikuš        | Juraj Mikuš        | 30 november 1988 (26 år)  | 6        | 0        | 1        | 1        | 2        | -4       | Sparta Praha (Extraliga)              |
| 51       | Dominik Graňák - A | Dominik Graňák - A | 11 juni 1983 (31 år)      | 7        | 1        | 1        | 2        | 4        | 2        | HC Fribourg-Gottéron (Nationalliga A) |
| 68       | Milan Jurčina      | Milan Jurčina      | 7 juni 1983 (31 år)       | 7        | 0        | 0        | 0        | 4        | 0        | Dinamo Riga (KHL)                     |
| 71       | Marek Daloga       | Marek Daloga       | 10 mars 1989 (26 år)      | 7        | 1        | 1        | 2        | 2        | -3       | Sparta Praha (Extraliga)              |

| Målvakter | Målvakter        | Målvakter                | Målvakter | Målvakter | Målvakter | Målvakter | Målvakter | Målvakter | Målvakter | Målvakter | Målvakter | Målvakter                    |
| Nr        | Namn             | Födelsedatum             | SM        | S         | T         | MIN       | SPM       | MM        | SO        | R%        | GAA       | Klubb                        |
| --------- | ---------------- | ------------------------ | --------- | --------- | --------- | --------- | --------- | --------- | --------- | --------- | --------- | ---------------------------- |
| 42        | Branislav Konrád | 10 oktober 1987 (27 år)  | 0         | 0         | 0         | 00:00     | 0         | 0         | 0         | 0,00      | 0,00      | HK Dukla Trencín (Extraliga) |
| 50        | Ján Laco         | 1 december 1981 (33 år)  | 6         | 2         | 2         | 308:50    | 117       | 12        | 0         | 89,74     | 2,33      | Barys Astana (KHL)           |
| 88        | Július Hudácek   | 9 september 1988 (26 år) | 2         | 0         | 2         | 122:27    | 62        | 6         | 0         | 90,32     | 2,94      | Örebro HK (SHL)              |

| Stab                 | Stab      | Stab             | Stab                     |
| Position             |           | Namn             | Födelsedatum             |
| -------------------- | --------- | ---------------- | ------------------------ |
| Förbundskapten       | Tjeckien  | Vladimír Vujtek  | 17 maj 1947 (67 år)      |
| Assisterande tränare | Tjeckien  | Petr Jaros       | 20 oktober 1976 (38 år)  |
| Assisterande tränare | Slovakien | Peter Oremus     | 5 september 1970 (44 år) |
| Assisterande tränare | Slovakien | Vladimir Orszagh | 24 maj 1977 (37 år)      |
| General manager      | Slovakien | Otto Sykora      | 1 december 1964 (50 år)  |
| Materialförvaltare   | Slovakien | Samuel Petras    | 5 februari 1967 (48 år)  |
| Läkare               | Slovakien | Jan Grauzel      | 7 februari 1974 (41 år)  |
| Medieansvarig        | Slovakien | Tomas Stulajter  | 13 januari 1983 (32 år)  |

| Lagets tre bästa spelare i turneringen |
| Ján Laco                               |
| Andrej Meszároš                        |
| Marián Gáborík                         |

## Slovenien

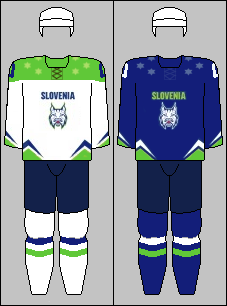
Sloveniens landslagsdräkter under ishockey-VM 2015.

Slovenien

| Forwards | Forwards            | Forwards            | Forwards                  | Forwards | Forwards | Forwards | Forwards | Forwards | Forwards | Forwards                           |
| Nr       | Namn                | Pos                 | Födelsedatum              | SM       | M        | A        | P        | PIM      | +/–      | Klubb                              |
| -------- | ------------------- | ------------------- | ------------------------- | -------- | -------- | -------- | -------- | -------- | -------- | ---------------------------------- |
| 8        | Žiga Jeglic         |                     | 24 februari 1988 (27 år)  | 7        | 1        | 1        | 2        | 2        | -3       | HC Slovan Bratislava (Extraliga)   |
| 9        | Tomaž Razingar - C  |                     | 25 april 1979 (36 år)     | 7        | 0        | 1        | 1        | 4        | -1       | HK Dukla Trencín (Extraliga)       |
| 11       | Anže Kopitar - A    | C                   | 24 augusti 1987 (27 år)   | 7        | 1        | 3        | 4        | 0        | -2       | Los Angeles Kings (NHL)            |
| 16       | Aleš Mušic          |                     | 28 juni 1982 (32 år)      | 7        | 1        | 0        | 1        | 4        | 0        | HDD Olimpija Ljubljana (EBEL, SHL) |
| 18       | Ken Ograjenšek      |                     | 30 augusti 1991 (23 år)   | 6        | 0        | 1        | 1        | 0        | -2       | Gamyo Épinal (Ligue Magnus)        |
| 19       | Žiga Pance          |                     | 1 januari 1989 (26 år)    | 7        | 3        | 0        | 3        | 0        | 1        | HC Bolzano (Serie A)               |
| 22       | Marcel Rodman - A   |                     | 25 september 1981 (33 år) | 7        | 0        | 0        | 0        | 4        | -1       | EC KAC (EBEL)                      |
| 24       | Rok Ticar           |                     | 3 maj 1989 (25 år)        | 7        | 0        | 2        | 2        | 2        | -6       | HC Slovan Bratislava (Extraliga)   |
| 26       | Jan Urbas           |                     | 26 januari 1989 (26 år)   | 5        | 1        | 0        | 1        | 2        | 0        | Västerås (SHL)                     |
| 39       | Jan Muršak          |                     | 20 januari 1988 (27 år)   | 6        | 1        | 0        | 1        | 2        | -4       | CSKA Moskva (KHL)                  |
| 55       | Robert Sabolic      |                     | 18 september 1988 (26 år) | 6        | 1        | 0        | 1        | 6        | -3       | Sparta Praha (Extraliga)           |
| 71       | Bostjan Golicic     |                     | 12 juni 1989 (25 år)      | 6        | 0        | 0        | 0        | 2        | -2       | Rapaces de Gap (Ligue Magnus)      |
| 91       | Miha Verlic         |                     | 21 augusti 1991 (23 år)   | 5        | 0        | 0        | 0        | 0        | -2       | Graz 99ers (EBEL)                  |
| Backar   |                     |                     |                           |          |          |          |          |          |          |                                    |
| Nr       | Namn                | Namn                | Födelsedatum              | SM       | M        | A        | P        | PIM      | +/–      | Klubb                              |
| 4        | Andrej Tavželj      | Andrej Tavželj      | 14 mars 1984 (31 år)      | 6        | 0        | 0        | 0        | 2        | -2       | Toros Neftekamsk (VHL)             |
| 7        | Klemen Pretnar      | Klemen Pretnar      | 31 augusti 1986 (28 år)   | 7        | 0        | 2        | 2        | 4        | -1       | EC VSV (EBEL)                      |
| 14       | Miha Štebih         | Miha Štebih         | 7 april 1992 (23 år)      | 7        | 0        | 0        | 0        | 0        | -1       | HC Dukla Jihlava (Extraliga)       |
| 15       | Blaž Gregorc        | Blaž Gregorc        | 18 januari 1990 (25 år)   | 7        | 0        | 0        | 0        | 0        | -3       | HC Pardubice (Extraliga)           |
| 17       | Žiga Pavlin         | Žiga Pavlin         | 30 april 1985 (30 år)     | 2        | 0        | 0        | 0        | 0        | 0        | AIK Ishockey (SHL)                 |
| 23       | Luka Vidmar         | Luka Vidmar         | 17 maj 1986 (28 år)       | 7        | 0        | 0        | 0        | 2        | -3       | BK Mladá Boleslav (Extraliga)      |
| 28       | Aleš Kranjc         | Aleš Kranjc         | 29 juli 1981 (33 år)      | 7        | 0        | 3        | 3        | 0        | -1       | Södertälje SK (SHL)                |
| 51       | Mitja Robar         | Mitja Robar         | 4 januari 1983 (32 år)    | 7        | 0        | 0        | 0        | 2        | -3       | BK Mladá Boleslav (Extraliga)      |
| 86       | Sabahudin Kovacevic | Sabahudin Kovacevic | 26 februari 1986 (29 år)  | 7        | 0        | 2        | 2        | 2        | +2       | Graz 99ers (EBEL)                  |

| Målvakter | Målvakter      | Målvakter               | Målvakter | Målvakter | Målvakter | Målvakter | Målvakter | Målvakter | Målvakter | Målvakter | Målvakter | Målvakter                |
| Nr        | Namn           | Födelsedatum            | SM        | S         | T         | MIN       | SPM       | MM        | SO        | R%        | GAA       | Klubb                    |
| --------- | -------------- | ----------------------- | --------- | --------- | --------- | --------- | --------- | --------- | --------- | --------- | --------- | ------------------------ |
| 32        | Gašper Krošelj | 9 februari 1987 (28 år) | 2         | 1         | 1         | 120:00    | 57        | 4         | 1         | 92,98     | 2,00      | IK Oskarshamn (SHL)      |
| 33        | Robert Kristan | 4 april 1983 (32 år)    | 4         | 0         | 4         | 234:13    | 98        | 11        | 0         | 88,78     | 2,82      | HC Pardubice (Extraliga) |
| 40        | Luka Gracnar   | 31 oktober 1993 (21 år) | 1         | 0         | 1         | 60:00     | 35        | 5         | 0         | 85,71     | 5,00      | Red Bull Salzburg (EBEL) |

| Stab                 | Stab      | Stab            | Stab                      |
| Position             |           | Namn            | Födelsedatum              |
| -------------------- | --------- | --------------- | ------------------------- |
| Förbundskapten       | Slovenien | Matjaž Kopitar  | 6 november 1965 (49 år)   |
| Assisterande tränare | Slovenien | Nik Zupancic    | 3 oktober 1968 (46 år)    |
| Lagledare            | Slovenien | Jože Kovac      | 23 september 1961 (53 år) |
| Materialförvaltare   | Slovenien | Milan Dragan    | 21 juni 1964 (50 år)      |
| Materialförvaltare   | Slovenien | Drago Terlikar  | 19 januari 1955 (60 år)   |
| Fysioterapeut        | Slovenien | Manca Marc      | 21 juni 1984 (30 år)      |
| Läkare               | Slovenien | David Martincic | 3 oktober 1980 (34 år)    |
| Videotrener          | Slovenien | Aleš Burnik     | 25 juli 1980 (34 år)      |

| Lagets tre bästa spelare i turneringen |
| Anže Kopitar                           |
| Jan Muršak                             |
| Sabahudin Kovacevic                    |

## Schweiz

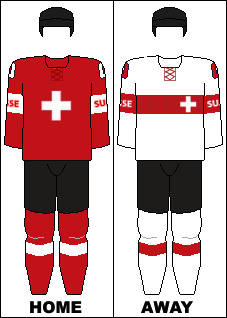
Schweiz' landslagsdräkter under ishockey-VM 2015.

Schweiz

| Forwards | Forwards          | Forwards         | Forwards                  | Forwards | Forwards | Forwards | Forwards | Forwards | Forwards | Forwards                              |
| Nr       | Namn              | Pos              | Födelsedatum              | SM       | M        | A        | P        | PIM      | +/–      | Klubb                                 |
| -------- | ----------------- | ---------------- | ------------------------- | -------- | -------- | -------- | -------- | -------- | -------- | ------------------------------------- |
| 10       | Andres Ambühl - A |                  | 14 september 1983 (31 år) | 8        | 1        | 1        | 2        | 0        | -1       | HC Davos (Nationalliga A)             |
| 19       | Reto Schäppi      |                  | 27 januari 1991 (24 år)   | 8        | 0        | 1        | 1        | 4        | -2       | ZSC Lions (Nationalliga A)            |
| 21       | Kevin Fiala       |                  | 22 juli 1996 (18 år)      | 8        | 1        | 2        | 3        | 6        | 0        | Nashville Predators (NHL)             |
| 23       | Simon Bodenmann   |                  | 2 mars 1988 (27 år)       | 8        | 1        | 0        | 1        | 2        | -2       | Kloten Flyers (Nationalliga A)        |
| 26       | Reto Suri         |                  | 25 mars 1989 (26 år)      | 8        | 1        | 0        | 1        | 0        | 0        | EV Zug (Nationalliga A)               |
| 43       | Morris Trachsler  |                  | 15 juli 1984 (30 år)      | 8        | 1        | 0        | 1        | 2        | -3       | ZSC Lions (Nationalliga A)            |
| 48       | Matthias Bieber   |                  | 14 mars 1986 (29 år)      | 8        | 2        | 0        | 2        | 0        | -2       | Kloten Flyers (Nationalliga A)        |
| 56       | Dino Wieser       |                  | 13 juni 1989 (25 år)      | 8        | 0        | 0        | 0        | 2        | -3       | HC Davos (Nationalliga A)             |
| 70       | Denis Hollenstein |                  | 15 oktober 1989 (25 år)   | 8        | 2        | 0        | 2        | 6        | 0        | Kloten Flyers (Nationalliga A)        |
| 88       | Kevin Romy        |                  | 31 januari 1985 (30 år)   | 8        | 0        | 1        | 1        | 2        | -1       | Genève-Servette HC (Nationalliga A)   |
| 89       | Cody Almond       |                  | 24 juli 1989 (25 år)      | 8        | 0        | 2        | 2        | 2        | 0        | Genève-Servette HC (Nationalliga A)   |
| 95       | Julian Walker     |                  | 10 september 1986 (28 år) | 8        | 0        | 0        | 0        | 0        | 1        | HC Lugano (Nationalliga A)            |
| 96       | Damien Brunner    |                  | 9 mars 1986 (29 år)       | 8        | 1        | 4        | 5        | 8        | -1       | HC Lugano (Nationalliga A)            |
| Backar   |                   |                  |                           |          |          |          |          |          |          |                                       |
| Nr       | Namn              | Namn             | Födelsedatum              | SM       | M        | A        | P        | PIM      | +/–      | Klubb                                 |
| 4        | Patrick Geering   | Patrick Geering  | 12 februari 1990 (25 år)  | 8        | 0        | 0        | 0        | 2        | -4       | ZSC Lions (Nationalliga A)            |
| 6        | Timo Helbling     | Timo Helbling    | 21 juli 1981 (33 år)      | 7        | 0        | 0        | 0        | 8        | -3       | HC Fribourg-Gottéron (Nationalliga A) |
| 7        | Mark Streit - C   | Mark Streit - C  | 11 december 1977 (37 år)  | 8        | 0        | 2        | 2        | 6        | -5       | Philadelphia Flyers (NHL)             |
| 13       | Félicien Du Bois  | Félicien Du Bois | 18 oktober 1983 (31 år)   | 2        | 1        | 0        | 1        | 0        | 1        | HC Davos (Nationalliga A)             |
| 34       | Dean Kukan        | Dean Kukan       | 9 augusti 1993 (21 år)    | 3        | 0        | 0        | 0        | 0        | 0        | Luleå HF (SHL)                        |
| 55       | Romain Loeffel    | Romain Loeffel   | 10 mars 1991 (24 år)      | 2        | 0        | 0        | 0        | 0        | -1       | Genève-Servette HC (Nationalliga A)   |
| 58       | Eric Blum         | Eric Blum        | 13 juni 1986 (28 år)      | 8        | 0        | 2        | 2        | 2        | 3        | SC Bern (Nationalliga A)              |
| 77       | Robin Grossmann   | Robin Grossmann  | 17 augusti 1987 (27 år)   | 8        | 0        | 2        | 2        | 4        | -5       | EV Zug (Nationalliga A)               |
| 90       | Roman Josi        | Roman Josi       | 1 juni 1990 (24 år)       | 8        | 2        | 2        | 4        | 2        | 4        | Nashville Predators (NHL)             |

| Målvakter | Målvakter       | Målvakter               | Målvakter | Målvakter | Målvakter | Målvakter | Målvakter | Målvakter | Målvakter | Målvakter | Målvakter | Målvakter                  |
| Nr        | Namn            | Födelsedatum            | SM        | S         | T         | MIN       | SPM       | MM        | SO        | R%        | GAA       | Klubb                      |
| --------- | --------------- | ----------------------- | --------- | --------- | --------- | --------- | --------- | --------- | --------- | --------- | --------- | -------------------------- |
| 20        | Reto Berra      | 3 januari 1987 (28 år)  | 5         | 0         | 5         | 309:54    | 145       | 18        | 0         | 87,59     | 3,48      | Colorado Avalanche (NHL)   |
| 63        | Leonardo Genoni | 27 augusti 1987 (27 år) | 3         | 2         | 1         | 189:49    | 67        | 3         | 1         | 95,52     | 0,98      | HC Davos (Nationalliga A)  |
| 79        | Daniel Manzato  | 17 januari 1984 (31 år) | 0         | 0         | 0         | 00:00     | 0         | 0         | 0         | 0,00      | 0,00      | HC Lugano (Nationalliga A) |

| Stab                 | Stab    | Stab               | Stab                     |
| Position             |         | Namn               | Födelsedatum             |
| -------------------- | ------- | ------------------ | ------------------------ |
| Förbundskapten       | Kanada  | Glen Hanlon        | 20 februari 1957 (58 år) |
| Assisterande tränare | Schweiz | John Fust          | 5 mars 1972 (43 år)      |
| Assisterande tränare | Schweiz | Thierry Paterlini  | 27 april 1975 (40 år)    |
| General Manager      | Schweiz | Raeto Raffainer    | 1 januari 1982 (33 år)   |
| Lagledare            | Schweiz | Marcel Enkerli     | 4 november 1957 (57 år)  |
| Läkare               | Schweiz | Jean-Claude Kuttel | 21 juni 1955 (59 år)     |
| Videotrener          | Schweiz | Reto Schurch       | 14 januari 1975 (40 år)  |
| Medieansvarig        | Schweiz | Janos Kick         | 19 juni 1982 (32 år)     |

| Lagets tre bästa spelare i turneringen |
| Roman Josi                             |
| Andres Ambühl                          |
| Mark Streit                            |

## Sverige

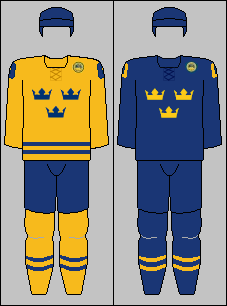
Sveriges landslagsdräkter under ishockey-VM 2015.

Sverige

| Forwards | Forwards             | Forwards             | Forwards                  | Forwards | Forwards | Forwards | Forwards | Forwards | Forwards | Forwards                                |
| Nr       | Namn                 | Pos                  | Födelsedatum              | SM       | M        | A        | P        | PIM      | +/–      | Klubb                                   |
| -------- | -------------------- | -------------------- | ------------------------- | -------- | -------- | -------- | -------- | -------- | -------- | --------------------------------------- |
| 9        | Filip Forsberg       |                      | 13 augusti 1994 (20 år)   | 8        | 8        | 1        | 9        | 10       | 5        | Nashville Predators (NHL)               |
| 10       | Joakim Lindström     |                      | 5 december 1983 (31 år)   | 8        | 2        | 3        | 5        | 2        | 0        | Toronto Maple Leafs (NHL)               |
| 11       | Simon Hjalmarsson    |                      | 1 februari 1989 (26 år)   | 8        | 0        | 2        | 2        | 0        | 3        | CSKA Moskva (KHL)                       |
| 15       | Mattias Sjögren      |                      | 27 november 1987 (27 år)  | 8        | 1        | 4        | 5        | 4        | 3        | Linköpings HC (SHL)                     |
| 16       | Jacob Josefson       |                      | 2 mars 1991 (24 år)       | 8        | 2        | 2        | 4        | 2        | 1        | New Jersey Devils (NHL)                 |
| 20       | Joel Lundqvist - A   |                      | 2 mars 1982 (33 år)       | 8        | 2        | 1        | 3        | 0        | 3        | Frölunda HC (SHL)                       |
| 21       | Loui Eriksson        |                      | 17 juli 1985 (29 år)      | 8        | 4        | 6        | 10       | 0        | 5        | Boston Bruins (NHL)                     |
| 27       | Jimmie Ericsson - A  |                      | 22 februari 1980 (35 år)  | 8        | 0        | 2        | 2        | 2        | -1       | SKA St. Petersburg (KHL)                |
| 28       | Elias Lindholm       |                      | 2 december 1994 (20 år)   | 8        | 2        | 4        | 6        | 6        | 0        | Carolina Hurricanes (NHL)               |
| 44       | Nicklas Danielsson   |                      | 7 december 1984 (30 år)   | 6        | 0        | 0        | 0        | 0        | 1        | Rapperswil-Jona Lakers (Nationalliga B) |
| 45       | Oscar Möller         |                      | 22 januari 1989 (26 år)   | 8        | 4        | 3        | 7        | 2        | 3        | Ak Bars Kazan (KHL)                     |
| 49       | Victor Rask          |                      | 1 mars 1993 (22 år)       | 8        | 3        | 1        | 4        | 4        | 1        | Carolina Hurricanes (NHL)               |
| 53       | Andreas Thuresson    |                      | 18 november 1987 (27 år)  | 1        | 0        | 0        | 0        | 0        | 0        | Severstal Tjerepovets (KHL)             |
| 58       | Anton Lander         |                      | 24 april 1991 (24 år)     | 8        | 3        | 4        | 7        | 6        | 4        | Edmonton Oilers (NHL)                   |
| Backar   |                      |                      |                           |          |          |          |          |          |          |                                         |
| Nr       | Namn                 | Namn                 | Födelsedatum              | SM       | M        | A        | P        | PIM      | +/–      | Klubb                                   |
| 3        | John Klingberg       | John Klingberg       | 14 augusti 1992 (22 år)   | 7        | 2        | 4        | 6        | 0        | 9        | Dallas Stars (NHL)                      |
| 4        | Staffan Kronwall - C | Staffan Kronwall - C | 10 september 1982 (32 år) | 6        | 1        | 2        | 3        | 4        | 5        | Lokomotiv Jaroslavl (KHL)               |
| 8        | Petter Granberg      | Petter Granberg      | 27 augusti 1992 (22 år)   | 5        | 0        | 1        | 1        | 4        | 0        | Toronto Maple Leafs (NHL)               |
| 14       | Mattias Ekholm       | Mattias Ekholm       | 24 maj 1990 (24 år)       | 8        | 0        | 3        | 3        | 6        | 2        | Nashville Predators (NHL)               |
| 23       | Oliver Ekman-Larsson | Oliver Ekman-Larsson | 17 juli 1991 (23 år)      | 8        | 2        | 10       | 12       | 6        | 4        | Arizona Coyotes (NHL)                   |
| 48       | Daniel Rahimi        | Daniel Rahimi        | 28 april 1987 (28 år)     | 6        | 0        | 0        | 0        | 14       | 0        | Linköpings HC (SHL)                     |
| 51       | Jonas Ahnelöv        | Jonas Ahnelöv        | 11 december 1987 (27 år)  | 7        | 0        | 1        | 1        | 4        | 2        | MoDo Hockey (SHL)                       |
| 84       | Oscar Klefbom        | Oscar Klefbom        | 20 juli 1993 (21 år)      | 8        | 1        | 3        | 4        | 4        | -1       | Edmonton Oilers (NHL)                   |

| Målvakter | Målvakter       | Målvakter            | Målvakter | Målvakter | Målvakter | Målvakter | Målvakter | Målvakter | Målvakter | Målvakter | Målvakter | Målvakter            |
| Nr        | Namn            | Födelsedatum         | SM        | S         | T         | MIN       | SPM       | MM        | SO        | R%        | GAA       | Klubb                |
| --------- | --------------- | -------------------- | --------- | --------- | --------- | --------- | --------- | --------- | --------- | --------- | --------- | -------------------- |
| 1         | Jhonas Enroth   | 25 juni 1988 (26 år) | 6         | 4         | 0         | 330:27    | 121       | 15        | 0         | 87,60     | 2,72      | Dallas Stars (NHL)   |
| 31        | Anders Nilsson  | 19 mars 1990 (25 år) | 3         | 1         | 2         | 154:05    | 69        | 7         | 0         | 89,86     | 2,73      | Ak Bars Kazan (KHL)  |
| 35        | Markus Svensson | 9 juli 1984 (30 år)  | 0         | 0         | 0         | 00:00     | 0         | 0         | 0         | 0,00      | 0,00      | Skellefteå AIK (SHL) |

| Stab                 | Stab    | Stab              | Stab                     |
| Position             |         | Namn              | Födelsedatum             |
| -------------------- | ------- | ----------------- | ------------------------ |
| Förbundskapten       | Sverige | Pär Mårts         | 30 april 1953 (62 år)    |
| Assisterande tränare | Sverige | Rikard Grönborg   | 8 juni 1968 (46 år)      |
| Assisterande tränare | Sverige | Peter Popovic     | 10 februari 1968 (47 år) |
| General Manager      | Sverige | Tommy Boustedt    | 5 maj 1959 (55 år)       |
| Lagledare            | Sverige | Putte Kohler      | 20 maj 1957 (57 år)      |
| Läkare               | Sverige | Björn Sandström   | 9 augusti 1956 (58 år)   |
| Läkare               | Sverige | Björn Waldebäck   | 13 januari 1969 (46 år)  |
| Medieansvarig        | Sverige | Anders Feltenmark | 31 augusti 1961 (53 år)  |

| Lagets tre bästa spelare i turneringen |
| Filip Forsberg                         |
| Loui Eriksson                          |
| Oliver Ekman-Larsson                   |

## Tjeckien

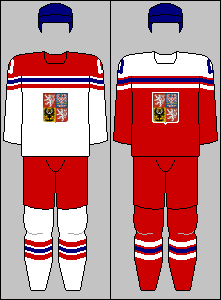
Tjeckiens landslagsdräkter under ishockey-VM 2015.

Tjeckien

| Forwards | Forwards          | Forwards       | Forwards                 | Forwards | Forwards | Forwards | Forwards | Forwards | Forwards | Forwards                      |
| Nr       | Namn              | Pos            | Födelsedatum             | SM       | M        | A        | P        | PIM      | +/–      | Klubb                         |
| -------- | ----------------- | -------------- | ------------------------ | -------- | -------- | -------- | -------- | -------- | -------- | ----------------------------- |
| 10       | Roman Cervenka    | C/VF           | 10 december 1985 (29 år) | 10       | 2        | 3        | 5        | 0        | 4        | SKA St. Petersburg (KHL)      |
| 12       | Jirí Novotný      | C              | 12 augusti 1983 (31 år)  | 10       | 0        | 3        | 3        | 4        | 2        | Lokomotiv Jaroslavl (KHL)     |
| 14       | Tomáš Plekanec    | C              | 31 oktober 1982 (32 år)  | 2        | 0        | 0        | 0        | 0        | -1       | Montreal Canadiens (NHL)      |
| 17       | Vladimír Sobotka  | C              | 2 juli 1987 (27 år)      | 10       | 4        | 0        | 4        | 4        | 0        | Avangard Omsk (KHL)           |
| 20       | Jakub Klepiš      | C/HF           | 5 juni 1984 (30 år)      | 5        | 0        | 2        | 2        | 2        | -4       | HC Ocelári Trinec (Extraliga) |
| 24       | Martin Zatovic    | C/HF           | 25 januari 1985 (30 år)  | 10       | 4        | 0        | 4        | 4        | 4        | HK Lada Togliatti (KHL)       |
| 42       | Petr Koukal       | C              | 16 augusti 1982 (32 år)  | 10       | 1        | 0        | 1        | 6        | 1        | Jokerit (KHL)                 |
| 43       | Jan Kovár         | C              | 20 mars 1990 (25 år)     | 10       | 3        | 6        | 9        | 6        | 0        | Metallurg Magnitogorsk (KHL)  |
| 48       | Tomáš Hertl       | C/V            | 12 november 1993 (21 år) | 8        | 1        | 2        | 3        | 2        | 1        | San Jose Sharks (NHL)         |
| 68       | Jaromír Jágr - A  | HF             | 15 februari 1972 (43 år) | 10       | 6        | 3        | 9        | 8        | 0        | Florida Panthers (NHL)        |
| 70       | Radek Smolenak    |                | 3 december 1986 (28 år)  | 6        | 0        | 0        | 0        | 2        | 0        | MoDo Hockey (SHL)             |
| 82       | Michal Vondrka    |                | 17 maj 1982 (32 år)      | 5        | 2        | 0        | 2        | 0        | -2       | Sparta Praha (Extraliga)      |
| 91       | Martin Erat       | VF             | 29 augusti 1981 (33 år)  | 10       | 1        | 3        | 4        | 6        | -3       | Arizona Coyotes (NHL)         |
| 93       | Jakub Vorácek - C | HF             | 15 augusti 1989 (25 år)  | 10       | 3        | 7        | 10       | 6        | 0        | Philadelphia Flyers (NHL)     |
| 94       | Dominik Simon     | C/VF           | 8 augusti 1994 (20 år)   | 10       | 1        | 5        | 6        | 2        | 5        | HC Škoda Plzen (Extraliga)    |
| Backar   |                   |                |                          |          |          |          |          |          |          |                               |
| Nr       | Namn              | Namn           | Födelsedatum             | SM       | M        | A        | P        | PIM      | +/–      | Klubb                         |
| 8        | Jan Hejda - A     | Jan Hejda - A  | 18 juni 1978 (36 år)     | 10       | 0        | 2        | 2        | 2        | 1        | Colorado Avalanche (NHL)      |
| 23       | Ondrej Nemec      | Ondrej Nemec   | 18 april 1984 (31 år)    | 10       | 3        | 3        | 6        | 4        | 5        | CSKA Moskva (KHL)             |
| 29       | Jan Kolár         | Jan Kolár      | 22 november 1986 (28 år) | 10       | 0        | 3        | 3        | 2        | 3        | Admiral Vladivostok (KHL)     |
| 30       | Jakub Krejcík     | Jakub Krejcík  | 25 juni 1991 (23 år)     | 10       | 0        | 3        | 3        | 0        | 0        | Örebro HK (SHL)               |
| 36       | Petr Cáslava      | Petr Cáslava   | 3 september 1979 (35 år) | 10       | 0        | 1        | 1        | 4        | -1       | Pardubice (Extraliga)         |
| 47       | Michal Jordán     | Michal Jordán  | 17 juli 1990 (24 år)     | 10       | 1        | 1        | 2        | 2        | 2        | Carolina Hurricanes (NHL)     |
| 87       | Jakub Nakládal    | Jakub Nakládal | 30 december 1987 (27 år) | 10       | 0        | 5        | 5        | 4        | -3       | HC TPS (SM-liiga)             |

| Målvakter | Målvakter       | Målvakter               | Målvakter | Målvakter | Målvakter | Målvakter | Målvakter | Målvakter | Målvakter | Målvakter | Målvakter | Målvakter                        |
| Nr        | Namn            | Födelsedatum            | SM        | S         | T         | MIN       | SPM       | MM        | SO        | R%        | GAA       | Klubb                            |
| --------- | --------------- | ----------------------- | --------- | --------- | --------- | --------- | --------- | --------- | --------- | --------- | --------- | -------------------------------- |
| 1         | Jakub Kovár     | 19 juli 1988 (26 år)    | 0         | 0         | 0         | 00:00     | 0         | 0         | 0,00      | 0         | 0,00      | Avtomobilist Jekaterinburg (KHL) |
| 31        | Ondrej Pavelec  | 31 augusti 1987 (27 år) | 10        | 5         | 3         | 517:28    | 193       | 17        | 1         | 91,19     | 1,97      | Winnipeg Jets (NHL)              |
| 53        | Alexander Salák | 5 januari 1987 (28 år)  | 10        | 0         | 1         | 88:18     | 31        | 8         | 0         | 74,19     | 5,44      | Sibir Novosibirsk (KHL)          |

| Stab                 | Stab     | Stab             | Stab                      |
| Position             |          | Namn             | Födelsedatum              |
| -------------------- | -------- | ---------------- | ------------------------- |
| Förbundskapten       | Tjeckien | Vladimír Ružicka | 6 juni 1963 (51 år)       |
| Assisterande tränare | Tjeckien | Jaroslav Špacek  | 11 februari 1974 (41 år)  |
| Assisterande tränare | Tjeckien | Ondrej Weissmann | 28 oktober 1959 (55 år)   |
| Målvaktstränare      | Tjeckien | Martin Prusek    | 11 december 1975 (39 år)  |
| General manager      | Tjeckien | Clavomír Lener   | 10 mars 1955 (60 år)      |
| Lagledare            | Tjeckien | Martin Loukota   | 26 september 1982 (32 år) |

| Lagets tre bästa spelare i turneringen |
| Ondrej Pavelec                         |
| Jaromír Jágr                           |
| Jakub Vorácek                          |

## Tyskland

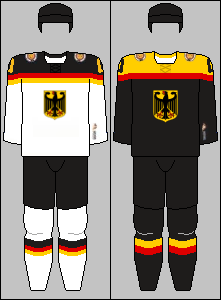
Tysklands landslagsdräkter under ishockey-VM 2015.

Tyskland

| Forwards | Forwards           | Forwards         | Forwards                 | Forwards | Forwards | Forwards | Forwards | Forwards | Forwards | Forwards                      |
| Nr       | Namn               | Pos              | Födelsedatum             | SM       | M        | A        | P        | PIM      | +/–      | Klubb                         |
| -------- | ------------------ | ---------------- | ------------------------ | -------- | -------- | -------- | -------- | -------- | -------- | ----------------------------- |
| 9        | Tobias Rieder      |                  | 10 januari 1993 (22 år)  | 7        | 0        | 3        | 3        | 0        | 1        | Arizona Coyotes (NHL)         |
| 16       | Michael Wolf - C   |                  | 24 januari 1981 (34 år)  | 7        | 4        | 1        | 5        | 0        | 1        | EHC München (DEL)             |
| 17       | Marcus Kink - A    |                  | 13 januari 1985 (30 år)  | 7        | 1        | 0        | 1        | 4        | -5       | Adler Mannheim (DEL)          |
| 18       | Kai Hospelt        |                  | 23 augusti 1985 (29 år)  | 7        | 0        | 1        | 1        | 4        | -5       | Adler Mannheim (DEL)          |
| 19       | Thomas Oppenheimer |                  | 16 december 1988 (26 år) | 6        | 0        | 0        | 0        | 4        | -4       | Hamburg Freezers (DEL)        |
| 21       | Nicolas Krämmer    |                  | 23 oktober 1992 (22 år)  | 5        | 1        | 1        | 2        | 0        | 0        | Hamburg Freezers (DEL)        |
| 22       | Matthias Plachta   |                  | 16 maj 1991 (23 år)      | 7        | 2        | 0        | 2        | 0        | -6       | Adler Mannheim (DEL)          |
| 36       | Yannic Seidenberg  |                  | 11 januari 1984 (31 år)  | 7        | 0        | 1        | 1        | 0        | -2       | EHC München (DEL)             |
| 37       | Patrick Reimer - A |                  | 16 oktober 1982 (32 år)  | 7        | 2        | 1        | 3        | 0        | -3       | Thomas Sabo Ice Tigers (DEL)  |
| 42       | Yasin Ehliz        |                  | 30 december 1992 (22 år) | 6        | 0        | 0        | 0        | 0        | -3       | Thomas Sabo Ice Tigers (DEL)  |
| 47       | Christoph Ullmann  |                  | 19 maj 1983 (31 år)      | 4        | 0        | 0        | 0        | 2        | -2       | Adler Mannheim (DEL)          |
| 50       | Patrick Hager      |                  | 8 september 1988 (26 år) | 7        | 0        | 2        | 2        | 14       | -4       | ERC Ingolstadt (DEL)          |
| 86       | Daniel Pietta      |                  | 9 december 1986 (28 år)  | 7        | 1        | 1        | 2        | 2        | 1        | Krefeld Pinguine (DEL)        |
| 93       | Brent Raedeke      |                  | 29 maj 1990 (24 år)      | 7        | 0        | 0        | 0        | 0        | -5       | Iserlohn Roosters (DEL)       |
| Backar   |                    |                  |                          |          |          |          |          |          |          |                               |
| Nr       | Namn               | Namn             | Födelsedatum             | SM       | M        | A        | P        | PIM      | +/–      | Klubb                         |
| 3        | Justin Krueger     | Justin Krueger   | 6 oktober 1986 (28 år)   | 7        | 0        | 2        | 2        | 2        | 1        | SC Bern (Nationalliga A)      |
| 13       | Stephan Daschner   | Stephan Daschner | 5 augusti 1988 (26 år)   | 5        | 0        | 1        | 1        | 25       | -1       | Düsseldorfer EG (DEL)         |
| 15       | Jens Baxmann       | Jens Baxmann     | 24 mars 1985 (30 år)     | 3        | 0        | 0        | 0        | 2        | 1        | Eisbären Berlin (DEL)         |
| 34       | Benedikt Kohl      | Benedikt Kohl    | 31 mars 1988 (27 år)     | 7        | 0        | 1        | 6        | 6        | - 10     | ERC Ingolstadt (DEL)          |
| 40       | Björn Krupp        | Björn Krupp      | 6 mars 1991 (24 år)      | 7        | 0        | 0        | 0        | 2        | -6       | Grizzly Adams Wolfsburg (DEL) |
| 55       | Patrick Köppchen   | Patrick Köppchen | 21 juni 1980 (34 år)     | 7        | 0        | 0        | 0        | 0        | -4       | ERC Ingolstadt (DEL)          |
| 77       | Nikolai Goc        | Nikolai Goc      | 17 juni 1986 (28 år)     | 6        | 0        | 0        | 0        | 6        | -7       | Adler Mannheim (DEL)          |
| 91       | Moritz Müller      | Moritz Müller    | 19 november 1986 (28 år) | 7        | 0        | 2        | 2        | 0        | 2        | Kölner Haie (DEL)             |

| Målvakter | Målvakter            | Målvakter                | Målvakter | Målvakter | Målvakter | Målvakter | Målvakter | Målvakter | Målvakter | Målvakter | Målvakter | Målvakter            |
| Nr        | Namn                 | Födelsedatum             | SM        | S         | T         | MIN       | SPM       | MM        | SO        | R%        | GAA       | Klubb                |
| --------- | -------------------- | ------------------------ | --------- | --------- | --------- | --------- | --------- | --------- | --------- | --------- | --------- | -------------------- |
| 33        | Danny aus den Birken | 15 februari 1985 (30 år) | 1         | 0         | 0         | 35:13     | 19        | 4         | 0         | 78,95     | 6,76      | Kölner Haie (DEL)    |
| 44        | Dennis Endras        | 14 juli 1985 (29 år)     | 4         | 2         | 2         | 209:29    | 90        | 11        | 0         | 87,78     | 3,15      | Adler Mannheim (DEL) |
| 51        | Timo Pielmeier       | 7 juli 1989 (25 år)      | 3         | 0         | 3         | 176:57    | 91        | 9         | 0         | 90,11     | 3,05      | ERC Ingolstadt (DEL) |

| Stab                 | Stab      | Stab              | Stab                      |
| Position             |           | Namn              | Födelsedatum              |
| -------------------- | --------- | ----------------- | ------------------------- |
| Förbundskapten       | Kanada    | Pat Cortina       | 4 september 1964 (50 år)  |
| Assisterande tränare | Kanada    | Jeff Tomlinson    | 23 april 1970 (45 år)     |
| Assisterande tränare | Kanada    | Geoff Ward        | 8 april 1962 (53 år)      |
| Lagledare            | Tyskland  | Klaus Merk        | 26 april 1967 (48 år)     |
| Materialförvaltare   | Tyskland  | Marco Nachrichter | 27 september 1979 (35 år) |
| Fysioterapeut        | Tyskland  | Carsten Fiedler   | 18 februari 1966 (49 år)  |
| Läkare               | Österrike | Peter Prodinger   | 5 november 1978 (36 år)   |
| Medieansvarig        | Tyskland  | Ronja Richter     | 28 december 1989 (25 år)  |

| Lagets tre bästa spelare i turneringen |
| Justin Krueger                         |
| Tobias Rieder                          |
| Michael Wolf                           |

## USA

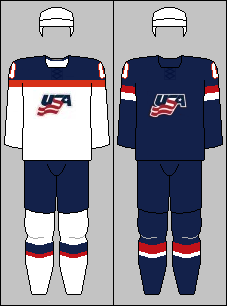
USA:s landslagsdräkter under ishockey-VM 2015.

USA

| Forwards | Forwards           | Forwards         | Forwards                 | Forwards | Forwards | Forwards | Forwards | Forwards | Forwards | Forwards                          |
| Nr       | Namn               | Pos              | Födelsedatum             | SM       | M        | A        | P        | PIM      | +/–      | Klubb                             |
| -------- | ------------------ | ---------------- | ------------------------ | -------- | -------- | -------- | -------- | -------- | -------- | --------------------------------- |
| 9        | Jack Eichel        |                  | 28 augusti 1996 (18 år)  | 10       | 2        | 5        | 7        | 8        | 2        | Boston University Terriers (NCAA) |
| 12       | Ben Smith          |                  | 11 juli 1988 (26 år)     | 10       | 2        | 0        | 2        | 0        | 1        | San Jose Sharks (NHL)             |
| 13       | Nick Bonino        |                  | 20 april 1988 (27 år)    | 10       | 2        | 2        | 4        | 10       | 4        | Vancouver Canucks (NHL)           |
| 14       | Steve Moses        |                  | 9 augusti 1989 (25 år)   | 7        | 1        | 1        | 2        | 0        | -1       | Jokerit (SM-liiga)                |
| 19       | Jimmy Vesey        |                  | 26 maj 1993 (21 år)      | 9        | 0        | 3        | 3        | 0        | 1        | Harvard Crimson (NCAA)            |
| 21       | Dylan Larkin       |                  | 30 juni 1996 (18 år)     | 10       | 0        | 1        | 1        | 6        | -2       | Michigan Wolverines (NCAA)        |
| 22       | Trevor Lewis - A   |                  | 8 januari 1987 (28 år)   | 10       | 3        | 6        | 9        | 6        | -2       | Los Angeles Kings (NHL)           |
| 23       | Matt Hendricks - C |                  | 17 juni 1981 (33 år)     | 10       | 2        | 1        | 3        | 18       | 1        | Edmonton Oilers (NHL)             |
| 26       | Jeremy Morin       |                  | 16 april 1991 (24 år)    | 10       | 0        | 0        | 0        | 0        | -1       | Columbus Blue Jackets (NHL)       |
| 29       | Brock Nelson       |                  | 15 oktober 1991 (23 år)  | 10       | 6        | 4        | 10       | 8        | 7        | New York Islanders (NHL)          |
| 33       | Charlie Coyle      |                  | 2 mars 1992 (23 år)      | 5        | 3        | 2        | 5        | 6        | 3        | Minnesota Wild (NHL)              |
| 36       | Mark Arcobello     |                  | 12 augusti 1988 (26 år)  | 10       | 1        | 2        | 3        | 0        | -2       | Arizona Coyotes (NHL)             |
| 42       | Dan Sexton         |                  | 29 april 1987 (28 år)    | 7        | 1        | 1        | 2        | 0        | 0        | Neftechimik Nizjnekamsk (KHL)     |
| 90       | Anders Lee         |                  | 3 juli 1990 (24 år)      | 10       | 1        | 4        | 5        | 2        | -1       | New York Islanders (NHL)          |
| Backar   |                    |                  |                          |          |          |          |          |          |          |                                   |
| Nr       | Namn               | Namn             | Födelsedatum             | SM       | M        | A        | P        | PIM      | +/–      | Klubb                             |
| 3        | Seth Jones         | Seth Jones       | 3 oktober 1994 (20 år)   | 10       | 1        | 3        | 4        | 4        | 4        | Nashville Predators (NHL)         |
| 5        | Connor Murphy      | Connor Murphy    | 26 mars 1993 (22 år)     | 10       | 0        | 0        | 0        | 0        | -2       | Arizona Coyotes (NHL)             |
| 6        | Mike Reilly        | Mike Reilly      | 13 juli 1993 (21 år)     | 10       | 0        | 1        | 1        | 0        | 3        | Minnesota Golden Gophers (NCAA)   |
| 17       | John Moore         | John Moore       | 19 november 1990 (24 år) | 9        | 0        | 1        | 1        | 4        | 0        | Arizona Coyotes (NHL)             |
| 24       | Zach Redmond       | Zach Redmond     | 26 juli 1988 (26 år)     | 5        | 0        | 1        | 1        | 2        | 3        | Colorado Avalanche (NHL)          |
| 27       | Justin Faulk - A   | Justin Faulk - A | 20 mars 1992 (23 år)     | 10       | 0        | 3        | 3        | 4        | 5        | Carolina Hurricanes (NHL)         |
| 47       | Torey Krug         | Torey Krug       | 12 april 1991 (24 år)    | 10       | 2        | 3        | 5        | 8        | 1        | Boston Bruins (NHL)               |
| 51       | Jake Gardiner      | Jake Gardiner    | 4 juli 1990 (24 år)      | 8        | 1        | 0        | 1        | 0        | 1        | Toronto Maple Leafs (NHL)         |

| Målvakter | Målvakter         | Målvakter               | Målvakter | Målvakter | Målvakter | Målvakter | Målvakter | Målvakter | Målvakter | Målvakter | Målvakter | Målvakter                |
| Nr        | Namn              | Födelsedatum            | SM        | S         | T         | MIN       | SPM       | MM        | SO        | R%        | GAA       | Klubb                    |
| --------- | ----------------- | ----------------------- | --------- | --------- | --------- | --------- | --------- | --------- | --------- | --------- | --------- | ------------------------ |
| 1         | Jack Campbell     | 9 januari 1992 (23 år)  | 2         | 1         | 1         | 120:00    | 40        | 7         | 0         | 82,50     | 3,00      | Texas Stars (AHL)        |
| 34        | Alex Lyon         | 9 december 1992 (22 år) | 0         | 0         | 0         | 00:00     | 0         | 0         | 0,00      | 0         | 0,00      | Yale Bulldogs (NCAA)     |
| 37        | Connor Hellebuyck | 19 maj 1993 (21 år)     | 8         | 7         | 1         | 482:00    | 211       | 11        | 2         | 94,79     | 1,37      | St. John's IceCaps (AHL) |

| Stab                 | Stab | Stab          | Stab                      |
| Position             |      | Namn          | Födelsedatum              |
| -------------------- | ---- | ------------- | ------------------------- |
| Förbundskapten       | USA  | Todd Richards | 20 oktober 1966 (48 år)   |
| Assisterande tränare | USA  | Dan Bylsma    | 19 september 1970 (44 år) |
| Assisterande tränare | USA  | Greg Carvel   | 17 augusti 1970 (44 år)   |
| General manager      | USA  | Jim Johannson | 10 mars 1964 (51 år)      |
| Materialförvaltare   | USA  | Jamie Healey  | 30 juli 1971 (43 år)      |
| Fysioterapeut        | USA  | Mike Vogt     | 10 januari 1971 (44 år)   |
| Läkare               | USA  | Mike Shindle  | 11 maj 1976 (38 år)       |
| Medieansvarig        | USA  | Dave Fischer  | 15 juni 1964 (50 år)      |

| Lagets tre bästa spelare i turneringen |
| Connor Hellebuyck                      |
| Seth Jones                             |
| Trevor Lewis                           |

## Österrike

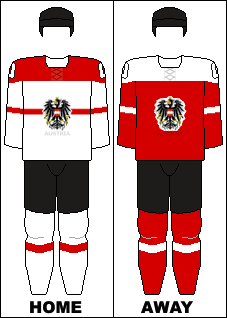
Österrikes landslagsdräkter under ishockey-VM 2015.

Österrike

| Forwards | Forwards              | Forwards              | Forwards                 | Forwards | Forwards | Forwards | Forwards | Forwards | Forwards | Forwards                  |
| Nr       | Namn                  | Pos                   | Födelsedatum             | SM       | M        | A        | P        | PIM      | +/–      | Klubb                     |
| -------- | --------------------- | --------------------- | ------------------------ | -------- | -------- | -------- | -------- | -------- | -------- | ------------------------- |
| 5        | Thomas Raffl - C      |                       | 19 juni 1986 (28 år)     | 7        | 2        | 1        | 3        | 2        | -4       | Red Bull Salzburg (EBEL)  |
| 6        | Rafael Rotter         |                       | 14 juni 1987 (27 år)     | 7        | 1        | 1        | 2        | 4        | -4       | Vienna Capitals (EBEL)    |
| 7        | Brian Lebler - A      |                       | 16 juli 1988 (26 år)     | 7        | 2        | 0        | 2        | 4        | -7       | Black Wings Linz (EBEL)   |
| 12       | Michael Raffl         | V                     | 1 december 1988 (26 år)  | 7        | 1        | 1        | 2        | 4        | -4       | Philadelphia Flyers (NHL) |
| 15       | Manuel Latusa - A     |                       | 23 januari 1984 (31 år)  | 7        | 1        | 1        | 2        | 0        | -4       | Red Bull Salzburg (EBEL)  |
| 17       | Manuel Ganahl         |                       | 12 juli 1990 (24 år)     | 5        | 0        | 0        | 0        | 0        | -3       | Graz 99ers (EBEL)         |
| 21       | Manuel Geier          |                       | 8 januari 1988 (27 år)   | 6        | 0        | 0        | 0        | 2        | -2       | EC KAC (EBEL)             |
| 22       | Nikolas Petrik        |                       | 19 mars 1984 (31 år)     | 7        | 0        | 0        | 0        | 0        | -4       | Dornbirner EC (EBEL)      |
| 27       | Thomas Hundertpfund   |                       | 14 december 1989 (25 år) | 7        | 0        | 0        | 0        | 4        | -4       | EC KAC (EBEL)             |
| 50       | Mario Fischer         |                       | 5 maj 1989 (25 år)       | 7        | 0        | 0        | 0        | 0        | -6       | Vienna Capitals (EBEL)    |
| 67       | Konstantin Komarek    |                       | 8 november 1992 (22 år)  | 7        | 2        | 1        | 3        | 0        | -7       | Red Bull Salzburg (EBEL)  |
| 71       | Daniel Woger          |                       | 25 februari 1988 (27 år) | 3        | 0        | 0        | 0        | 0        | 0        | Graz 99ers (EBEL)         |
| 89       | Raphael Herburger     |                       | 2 januari 1989 (26 år)   | 7        | 0        | 1        | 1        | 2        | -7       | EHC Biel (NLA)            |
| 94       | Alexander Cijan       |                       | 16 maj 1994 (20 år)      | 7        | 0        | 0        | 0        | 0        | -4       | Red Bull Salzburg (EBEL)  |
| Backar   |                       |                       |                          |          |          |          |          |          |          |                           |
| Nr       | Namn                  | Namn                  | Födelsedatum             | SM       | M        | A        | P        | PIM      | +/–      | Klubb                     |
| 4        | Daniel Mitterdorfer   | Daniel Mitterdorfer   | 25 juli 1989 (25 år)     | 5        | 0        | 0        | 0        | 0        | -5       | Black Wings Linz (EBEL)   |
| 14       | Patrick Peter         | Patrick Peter         | 27 januari 1994 (21 år)  | 5        | 0        | 0        | 0        | 6        | -5       | Vienna Capitals (EBEL)    |
| 28       | Martin Schumnig       | Martin Schumnig       | 28 juli 1989 (25 år)     | 7        | 0        | 1        | 1        | 10       | -7       | EC KAC (EBEL)             |
| 41       | Mario Altmann         | Mario Altmann         | 4 november 1986 (28 år)  | 5        | 0        | 0        | 0        | 0        | -3       | EC VSV (EBEL)             |
| 48       | Florian Iberer        | Florian Iberer        | 7 december 1982 (32 år)  | 6        | 0        | 0        | 0        | 0        | -8       | Vienna Capitals (EBEL)    |
| 77       | Florian Muhlstein     | Florian Muhlstein     | 12 november 1990 (24 år) | 7        | 0        | 1        | 1        | 2        | -6       | Red Bull Salzburg (EBEL)  |
| 90       | Alexander Pallestrang | Alexander Pallestrang | 4 april 1990 (25 år)     | 7        | 0        | 1        | 1        | 4        | -2       | Red Bull Salzburg (EBEL)  |
| 91       | Dominique Heinrich    | Dominique Heinrich    | 31 juli 1990 (24 år)     | 7        | 2        | 1        | 3        | 2        | -5       | Red Bull Salzburg (EBEL)  |

| Målvakter | Målvakter          | Målvakter                | Målvakter | Målvakter | Målvakter | Målvakter | Målvakter | Målvakter | Målvakter | Målvakter | Målvakter | Målvakter            |
| Nr        | Namn               | Födelsedatum             | SM        | S         | T         | MIN       | SPM       | MM        | SO        | R%        | GAA       | Klubb                |
| --------- | ------------------ | ------------------------ | --------- | --------- | --------- | --------- | --------- | --------- | --------- | --------- | --------- | -------------------- |
| 29        | Bernhard Starkbaum | 19 februari 1986 (29 år) | 7         | 0         | 4         | 361:28    | 176       | 19        | 0         | 89,20     | 3,15      | Brynäs IF (SHL)      |
| 30        | Rene Swette        | 21 augusti 1988 (26 år)  | 7         | 0         | 1         | 68:09     | 53        | 9         | 0         | 83,02     | 7,92      | EC KAC (EBEL)        |
| 31        | David Madlener     | 31 mars 1992 (23 år)     | 0         | 0         | 0         | 00:00     | 0         | 0         | 0         | 0,00      | 0,00      | Dornbirner EC (EBEL) |

| Stab                 | Stab      | Stab               | Stab                    |
| Position             |           | Namn               | Födelsedatum            |
| -------------------- | --------- | ------------------ | ----------------------- |
| Förbundskapten       | Kanada    | Daniel Ratushny    | 29 oktober 1970 (44 år) |
| Assisterande tränare | Österrike | Dieter Kalt        | 26 juni 1974 (40 år)    |
| Assisterande tränare | Österrike | Christoph Brandner | 5 juli 1975 (39 år)     |
| Målvaktstränare      | AUT       | Reinhard Divis     | 4 juli 1975 (39 år)     |
| Sportlig ledare      | FIN       | Alpo Suhonen       | 17 juni 1948 (66 år)    |

| Lagets tre bästa spelare i turneringen |
| Dominique Heinrich                     |
| Bernhard Starkbaum                     |
| Thomas Raffl                           |